# Пам'ятки історії Харкова
Пам'ятки історії Харкова
Див. також:
- Пам'ятники Харкова
- Меморіальні та анотаційні дошки Харкова
- Пам'ятки архітектури Харкова

| Охоронний номер пам'ятки | Найменування пам'ятки | Місце знаходження, адреса пам'ятки                                                                             | Автор, дослідник пам'ятки. Дата відкриття | Категорія охорони пам'ятки      |         |
|                          | Пам'ятник дітям, які загинули внаслідок збройної агресії РФ. Скульптор Михайло Ятченко. | вул. Сумська, 37/1 Шевченківський р-н                                                                          | 4 червня 2023 року | національна                     |         |
|                          | Меморіальна дошка на честь Влади Черних (Аїди), аеророзвідника ДФТГ «Хартія» на будинку, в якому вона проживала | вул. Майка Йогансена, 15 Київський р-н                                                                         | 2023 рік | місцева                         |         |
| 141 142 144              | Братські (3) та індивідуальні (63) могили радянських воїнів, братські могили (3) жертв нацизму | вул. Академіка Павлова, 168, 3-е міське кладовище Салтівський р-н                                              | 1968 р. 1975 р. | місцева                         |         |
| 146                      | Могила Гордієнка Г. Т., Героя Соціалістичної Праці | вул. Академіка Павлова, 168, 3-е міське кладовище Салтівський р-н                                              | 1968 р. Воловик В. П. 1970 р. | місцева                         |         |
| 145                      | Могила Юр'єва В. Я., двічі Героя Соціалістичної Праці | вул. Академіка Павлова, 168, 3-е міське кладовище Салтівський р-н                                              | 1962 р. 1964 р. | місцева                         |         |
| 8671-Ха                  | Пам'ятний знак розстріляним пацієнтам психіатричної лікарні № 15 «Сабурова дача» у роки Другої світової війни | на розі вулиць Академіка Павлова та Ювілейного проспекту Салтівський р-н                                       | 1941-1943 рр. | місцева                         |         |
| 2002                     | Будинок інституту, у якому працювали Данилевський В. Я. і Приходькова Є. К. | вул. Алчевських, 10 Київський р-н                                                                              | | місцева                         |         |
| 1595                     | Пам'ятник підпільникам і партизанам Харківщини | вул. Алчевських, 63 Київський р-н                                                                              | 1941-1943 р.р. ск. Сова Д. Г., Жуковська Л. Г., арх. Максименко О. О. 1978 р.                                                                                     | місцева                         |         |
| 2652-Хк                  | Комплекс пам'яток вшанування пам'яті жертв Голодомору 1932–1933 р. та місце борців за волю України. | вул. Алчевських,50 А Молодіжний парк — вул. Григорія Сковороди, 79/1. Київський р-н                            | | місцева                         |         |
| 2652/1-Хк                | Місце поховання жертв Голодомору 1932–1933 р. з пам'ятним хрестом. | вул. Алчевських,50 А Молодіжний парк — вул. Григорія Сковороди, 79/1. Київський р-н                            | | місцева                         |         |
| 2652/2-Хк                | Пам'ятний знак Української повстанської армії. | вул. Алчевських,50 А Молодіжний парк — вул. Григорія Сковороди, 79/1. Київський р-н                            | | місцева                         |         |
|                          | Пам'ятник К. І. Шульженко | Селищний пров.,1 Київський р-н                                                                                 | 2001 р. ск. М. Ф. Овсянкін | місцева                         |         |
| 37                       | Братська могила революціонерів-підпільників (7 чол.) | вул. Валерія Романовського, 3 Новоселівське кладовище№ 7 Новобаварьский р-н                                    | 1918 р. 1968 р. | місцева                         |         |
| 2,3                      | Меморіальний комплекс на честь радянських воїнів і мирних жителів, які загинули в період Другої світової війни | Харківське шосе (Шевченківський р-н)                                                                           | 1941-1943 р.р. 1941–1945 р.р. ск. Агібалов В. І., Овсянкін М. Ф., Рик Я. Й., арх. Алфьоров І. О., Максименко О. О., Черкасов Е. Ю., худ. Свєтлорусов С. Г.1977 р. | місцева                         |         |
| 4,5                      | Братські могили радянських воїнів і жертв нацизму | Харківське шосе, Лісопарк, кв. 60 (Шевченківський р-н)                                                         | 1942, 1943 р.р. 1944 р. | місцева                         |         |
| 2428                     | Могила радянського льотчика, який загинув під час Другої світової війни | Харківське шосе, Лісопарк, від табору «Лісова казка», Шевченківський р-н                                       | 1941 р. | місцева                         |         |
| 2429                     | Могила радянського танкіста, який загинув під час Другої світової війни | Харківське шосе, Лісопарк, Шевченківський р-н                                                                  | 1943 р. | місцева                         |         |
| 2486                     | Меморіальний комплекс жертв репресій радянського тоталітарного режиму | Харківське шосе, Лісопарк, 6-й кварт. Шевченківський р-н                                                       | 1991 р. | місцева                         |         |
|                          | Українсько-Польський меморіал | Харківське шосе, Лісопарк, 6-й кварт. Шевченківський р-н                                                       | Ск. З. Підек, А. Солига, В. Сенкевич, Я. Сенкевич (Польща), 2000 р.                                                                                               | Місцева. Пам'ятка мистецтва     |         |
| 179                      | Могила Носіченка О. Д. — радянського воїна | вул. Гетьманська. сел. Жихор Основ'янський р-н                                                                 | 1943 р. 1965 р. | місцева                         |         |
| 43, 46                   | Семінарія; тут учився український поет Павло Грабовський, укр. поет | вул. Семінарська, 46 Новобаварський р-н                                                                        | 1851 р. 1879–1882 р.р. арх. Тон А. А. м.д. 1958 р. 1920–1938 р.р. м.д. 1968 р.                                                                                    | місцева                         |         |
| 2503                     | Меморіальна дошка на будинку, де жила Клавдія Шульженко, нар.арт. СРСР | вул. Володимирська, 45, пом.5                                                                                  | 1906-1930 р.р. 1997 р. | місцева                         |         |
| 103                      | Братські (8) та індивідуальні (15) могили радянських воїнів. Поховано 467 воїнів | просп. Аерокосмічний, 187, 5-е міське кладовище Слобідський р-н                                                | 1943 р. Харківська скульптурна фабрика 1955 р. | місцева                         |         |
| 1799                     | Могила М. М. Геращенка, Героя Радянського Союзу | просп. Аерокосмічний, 187, 5-е міське кладовище Слобідський р-н                                                | 1972 р. 1974 р. | місцева                         |         |
| 2392                     | Могила Данька В. Й., Героя Радянського Союзу | просп. Аерокосмічний, 187, 5-е міське кладовище Слобідський р-н                                                | 1988 р. 1989 р. | місцева                         |         |
| 1592                     | Могила Домбровського І. О., Героя Радянського Союзу | просп. Аерокосмічний, 187, 5-е міське кладовище Слобідський р-н                                                | 1974 р. 1976 р. | місцева                         |         |
| 1800                     | Могила Казакова О. І., Героя Радянського Союзу | просп. Аерокосмічний, 187, 5-е міське кладовище Слобідський р-н                                                | 1961 р. 1963 р. | місцева                         |         |
| 1801                     | Могила Кучеряби Т. А., Героя Радянського Союзу | просп. Аерокосмічний, 187, 5-е міське кладовище Слобідський р-н                                                | 1978 р. 1980 р. | місцева                         |         |
| 1880                     | Могила Ніконорова П. М., Героя Радянського Союзу | просп. Аерокосмічний, 187, 5-е міське кладовище Слобідський р-н                                                | 1983 р. 1985 р. | місцева                         |         |
| 2393                     | Могила Шаповалова М. Д., Героя Радянського Союзу | просп. Аерокосмічний, 187, 5-е міське кладовище Слобідський р-н                                                | 1985 р. 1986 р. | місцева                         |         |
| 2492                     | Меморіальна дошка на будинку, у якому жив професор Леонард Гіршман | вул. Гіршмана, 5 Київський р-н                                                                                 | ск. Литвинов В. О. арх. Глушич М. Й. 1996 р. | місцева                         |         |
| 2493                     | Меморіальна дошка на будинку, у якому жив Олександр Масельський | вул. Гіршмана, 17 Київський р-н                                                                                | 1979-1996 р.р. ск. Литвинов В. О. арх. Антропов Н. О. 1997 р. | місцева                         |         |
| 2195                     | Будинок, у якому жив Іван Мар'яненко — народний артист СРСР | вул. Гіршмана, 19 Київський р-н                                                                                | 1945-1962 р.р. меморіальна дошка | місцева                         |         |
| 2494                     | Меморіальна дошка на будинку офтальмологічної лікарні ім. Леонарда Гіршмана | вул. Олеся Гончара, 5 Київський р-н                                                                            | ск. Литвинов В. О. арх. Глушич М. Й. 1996 р. | місцева                         |         |
| 2001                     | Будинок, у якому працювали Антон Вальтер., Лев Ландау, Лейпунський В. І., Кирило Синельников — видатні фізики | вул. Гуданова, 2 Київський р-н                                                                                 | | місцева                         |         |
| 7, 8                     | Братські могили жертв нацизму | вул. Данилевського, 4 Шевченківський р-н                                                                       | 1943 р. 1983 р. | місцева                         |         |
| 2191                     | Будинок, у якому жив Синельников М. М. — нар. арт. СРСР | вул. Дарвіна, 29 Київський р-н                                                                                 | 1913-1939 р.р. | місцева                         |         |
| 1997                     | Будинок, у якому жили Олексій Бекетов, архітектор, Микола Самокиш, художник | вул. Дарвіна, 37 Київський р-н                                                                                 | побуд. 1912 р. 1912–1941 р.р. 1929–1941 р.р. | місцева                         |         |
| 128                      | Братська могила радянських воїнів. Поховано 158 воїнів. | вул. Добродецького, 8-е міське кладовище Холодногірський р-н                                                   | 1941 р. 1943 р. ск. Литвинов В. О. арх. Нікулін Ю., Рябко С. | місцева                         |         |
| 1986-Ха                  | Могила Бордунова В. М., Героя Радянського Союзу | вул. Добродецького, 8-е міське кладовище Холодногірський р-н                                                   | 1976 р. 1977 р. 1983 р. | місцева                         |         |
| 1987-Ха                  | Могила Косова В. М., Героя Радянського Союзу | вул. Добродецького, 8-е міське кладовище Холодногірський р-н                                                   | 1979 р. 1981 р. | місцева                         |         |
| 2394-Ха                  | Могила Петрова А. В., Героя Радянського Союза | вул. Добродецького, 8-е міське кладовище Холодногірський р-н                                                   | 1990 р. 1990 р. | місцева                         |         |
| 2485-Ха                  | Могила Титова М. П., Героя Радянського Союзу | вул. Добродецького, 8-е міське кладовище Холодногірський р-н                                                   | 1989 р. | місцева                         |         |
| 176                      | Група братських (1) та індивідуальних (6) могил радянських воїнів Поховано 330 воїнів | 2-й Деповський пров.                                                                                           | 1941 р. 1943 р. 1965 р. | місцева                         |         |
| 160                      | Братська могила радянських воїнів. Поховано 73 воїни | вул. Біблика Індустріальний р-н                                                                                | 1943 р. 1945 р. 1975 р. | місцева                         |         |
| 1883                     | Пам'ятник робітникам Харківської ТЕЦ-3, які загинули на фронтах Другої світової війни | вул. Енергетична, 3 Немишлянський р-н                                                                          | 1941-1945 р.р. 1965 р. | місцева                         |         |
| 177                      | Група братських могил радянських воїнів (2). Поховано 377 рад. воїнів. | сел. Жихор, шкільний парк Основ'янський р-н                                                                    | Петрашевич Г. Л. 1965 р. | місцева                         |         |
| 2626                     | Місце колишньої садиби родини Квіток | вул. Москалівська, парк Григорія Квітки-Основ'яненка                                                           | ІІ пол. XVIII — поч. XIX ст. | місцева                         |         |
| 1623                     | Пам'ятник Тарасові Шевченку | вул. Москалівська завод ім. Шевченка Новобаварський р-н                                                        | 1814-1861 р.р. Харківська скульптурна фабрика 1967 р. | місцева                         |         |
| 1593                     | Могила Мещанинова О. І., проф. | вул. Золочівська, кладовище № 6 Холодногірський р-н                                                            | 1965 р. Харківська скульптурна фабрика 1968 р. | місцева                         |         |
| 2009                     | Пам'ятник Чуйкову В. І., двічі Герою Радянського Союзу | бульв. Івана Каркача, 22 біля ПТУ № 35 Індустріальний р-н                                                      | 1941-1945 р.р. Харківська скульптурна фабрика | місцева                         |         |
| 1602                     | Пам'ятник робітникам заводу підйомно-транспортного устаткування, які загинули в роки Другої світової війни | просп. Ново-Баварський, 118 На території заводу ПТО Новобаварський р-н                                         | 1941-1945 р.р. 1967 р. | місцева                         |         |
| 1600                     | Пам'ятник робітникам жиркомбінату, які загинули в роки Другої світової війни | просп. Ново-Баварський, 120 Новобаварський р-н                                                                 | 1941-1945 р.р. 1975 р. | місцева                         |         |
| 1601                     | Пам'ятник робітникам коксохімічного заводу, які загинули в роки Другої світової війни | Карачівське шосе, 4 Новобаварський р-н                                                                         | 1941-1945 р.р. 1975 р. | місцева                         |         |
| 1802                     | Пам'ятник робітникам канатного заводу, які загинули в роки Другої світової війни | вул. Китаєнка, 1 На території канатного заводу Новобаварський р-н                                              | 1941-1945 р.р. 1975 р. | місцева                         |         |
| 6                        | Братська могила радянських воїнів | вул. Клочківська, 335 9-е міське кладовище Шевченківський р-н                                                  | 1941 р., 1943 р. ск. Литвинов А. В. арх. Павленко О. П. 1971 р.                                                                                                   | місцева                         |         |
| 2427                     | Братська могила жертв нацизму | вул. Клочківська, 335 9-е міське кладовище Шевченківський р-н                                                  | 1943 р. 1971 р. | місцева                         |         |
| 2430                     | Могила Рафаїла Брусиловського, письменника | вул. Клочківська, 335 9-е міське кладовище Шевченківський р-н                                                  | 1971 р. | місцева                         |         |
| 2376                     | Могила Івана Виргана, письменника | вул. Клочківська, 335 9-е міське кладовище Шевченківський р-н                                                  | 1975 р. 1978 р. | місцева                         |         |
| 2377                     | Могила Вишневського Д. К., письменника | вул. Клочківська, 335 9-е міське кладовище (Шевченківський р-н)                                                | 1977 р. 1978 р. | місцева                         |         |
| 1591                     | Могила Іванищева Г. С., Героя Радянського Союзу | вул. Клочківська, 335 9-е міське кладовище (Шевченківський р-н)                                                | 1968 р. 1969 р. | місцева                         |         |
| 2431                     | Могила Івана Мірошникова, поета | вул. Клочківська, 335 9-е міське кладовище (Шевченківський р-н)                                                | 1989 р. | місцева                         |         |
|                          | Могила льотчика В. І. Боброва, який знищив 63 німецьких літаки | вул. Клочківська, 335 9-е міське кладовище (Шевченківський р-н)                                                | 1970 р. 2001 р. Т. М. Борисова, снс ХНМЦОКС | місцева                         |         |
| 2432                     | Могила Соколова Д. І., письменника | вул. Клочківська, 335 9-е міське кладовище (Шевченківський р-н)                                                | 1975 р. 1976 р. | місцева                         |         |
| 56                       | Братська могила радянських воїнів | вул. Максима Рильського                                                                                        | 1941 р., 1943 р. ск. Білостоцький А. Ю., Супрун О. О. 1964 р. | місцева                         |         |
| 15                       | Будинок, у якому відбулося перше засідання Харківської Ради робітничих депутатів; містився штаб народного ополчення трудящих Харкова | м-н Конституції, 7 (Шевченківський р-н)                                                                        | 1941 р. меморіальна дошка 1963 р. | місцева                         |         |
| 91                       | Будинок громадської бібліотеки | пров. Короленка, 18 Київський р-н                                                                              | 1901 р., 1913 р. арх. Бекетов О. М. меморіальна дошка 1956 р. | місцева                         |         |
| 131                      | Пам'ятник робітникам вагонних майстерень | вул. Велика Панасівська, 89 На території ХВРЗ Холодногірський р-н                                              | 1917-1920 р.р. 1925 р. | місцева                         |         |
| 132                      | Пам'ятник робітникам вагоноремонтного заводу, які загинули в роки Другої світової війни | вул. Велика Панасівська, 89 На території ХВРЗ Холодногірський р-н                                              | 1941-1945 р.р. ск. Савенков В. Я. 1967 р. | місцева                         |         |
| 1598                     | Пам'ятник робітникам електроапаратного заводу, які загинули в роки Другої світової війни | вул. Велика Панасівська, 106 Холодногірський р-н                                                               | 1941-1945 р.р. 1974 р. | місцева                         |         |
|                          | Будинок, у якому жив композитор Дмитро Клебанов | вул. Манізера, 5 Київський р-н                                                                                 | 1944-1986 рр. | місцева                         |         |
|                          | Ротонда П. П. Рижова | вул. Манізера, 8 Київський р-н                                                                                 | | місцева                         |         |
|                          | Пам'ятник воїнам, що загинули в Афганістані | вул. Культури, сквер, Шевченківський р-н                                                                       | Ск. А. Угланов, 1997 р. | Місцева                         |         |
| 2499                     | Меморіальна дошка на будинку, де жив композитор Валентин Борисов | вул. Культури, 3 Шевченківський р-н                                                                            | 1947-1988 р.р. м.д. 1996 р. | місцева                         |         |
| 23                       | Будинок «Слово», у якому жили українські письменники | вул. Культури, 9 Шевченківський р-н                                                                            | 20-ті р.р. 1929–1934 р.р. арх. Михайло Дашкевич м.д. 1976 р. | місцева                         |         |
| 25                       | Будинок, у якому жив Семен Прохоров, укр. художник і педагог | вул. Культури, 16 (Шевченківський р-н)                                                                         | 1935-1948 р.р. | місцева                         |         |
|                          | Пам'ятний знак на честь розщеплення атомного ядра | просп. Академіка Курчатова, 20 Київський р-н                                                                   | 10.10 1932 р. | місцева                         |         |
|                          | Пам'ятник засновникам Харкова | просп. Науки, 4                                                                                                | Ск. З. Церетелі | місцева                         |         |
|                          | Пам'ятник Володимирові Воробйову, академіку | просп. Науки, 4                                                                                                | Т. М. Борисова, снс ХНМЦОКС | місцева                         |         |
| 2504                     | Будинок, у якому жив Марко Кропивницький, український письменник | пров. Лопатинський, 6 Основ'янський р-н                                                                        | поч. XX ст. | місцева                         |         |
| 1599                     | Пам'ятник випускникам артилерійських спец. шкіл, які загинули в роки Другої світової війни | Малопанасівський провулок, 1 Холодногірський р-н                                                               | 1941-1945 р.р. арх. Гурова Л. В., Сиром'ятников В. М. 1973 р. | місцева                         |         |
|                          | Будинок, що належав купцю Синякову | пров. Микитинський 22, 22-А Основ'янський р-н                                                                  | Кін. XIX — поч. XX ст. 2002 р. | місцева                         |         |
| 156                      | Група індивідуальних (4) могил радянських воїнів, серед яких могила Кандаурова П. С. — Героя Радянського Союзу | пров. Миру, 3                                                                                                  | 1943 р. 1945 р. | місцева                         |         |
| 2282                     | Будинок, у якому жив Степан Гризодубов | вул. Мироносицька, 54-б                                                                                        | 1912-1965 р.р. | місцева                         |         |
| 2008                     | Пам'ятник Шумилову М. С., Герою Радянського Союзу | вул. Морозова, 20-а Слобідський р-н                                                                            | 1941-1945 р.р. | місцева                         |         |
| 2279                     | Будинок 1-ї чоловічої гімназії, тут вчився академік Володимир Вернадський | Проспект Героїв Харкова, 24 Салтівський р-н                                                                    | 1814 р. арх. Васильєв | місцева                         |         |
| 2281                     | Будинок 1-го реального училища | Проспект Героїв Харкова, 45 Салтівський р-н                                                                    | 1877 р. арх. Толкунов К. | місцева                         |         |
| 2005                     | Будинок, у якому жив і працював Василь Юр'єв, академік АН УРСР | Проспект Героїв Харкова, 142 Немишлянський р-н                                                                 | | місцева                         |         |
| 1992                     | Будинок Харківського електромеханічного заводу | Проспект Героїв Харкова, 199 ХЕМЗ Немишлянський р-н                                                            | | місцева                         |         |
| 147                      | Пам'ятник робітникам електромеханічного заводу, які загинули в роки Другої світової війни | Проспект Героїв Харкова, 199 На території ХЕМЗа Немишлянський р-н                                              | 1941-1945 р.р. 1965 р. | місцева                         |         |
| 1882                     | Пам'ятник робітникам турбінного заводу, які загинули в роки Другої світової війни | Проспект Героїв Харкова, 199 Турбінний завод (ХГТЗ ім. С. М. Кірова) Немишлянський р-н                         | 1941-1945 р.р. 1970 р. | місцева                         |         |
| 1884                     | Пам'ятний знак випускникам СШ № 72, які загинули в роки Другої світової війни | Проспект Героїв Харкова, 246 Немишлянський р-н                                                                 | 1941-1945 р.р. | місцева                         |         |
| 1989                     | Пам'ятний знак робітникам заводу «Кондиціонер», які загинули в роки Другої світової війни | Проспект Героїв Харкова, 257 Завод «Кондиціонер» Немишлянський р-н                                             | 1941-1945 р.р. | місцева                         |         |
| 1993                     | Будинок заводоуправління Харківського тракторного заводу | Проспект Героїв Харкова, 275 Індустріальний р-н                                                                | 1931 р. | місцева                         |         |
| 1988                     | Пам'ятний знак робітникам тракторного заводу, які загинули в роки Другої світової війни | Проспект Героїв Харкова, 275 Індустріальний р-н                                                                | 1941-1945 р.р. | місцева                         |         |
| 164                      | Пам'ятник робітникам верстатобудівного заводу, які загинули в роки Другої світової війни | Проспект Героїв Харкова, 277 (верстатобудівний завод) Індустріальний р-н                                       | 1941-1945 р.р. 1968 р. | місцева                         |         |
| 159                      | Братська могила радянських воїнів. Поховано 80 воїнів. | Проспект Героїв Харкова, 299 Біля заводу «Електротяжмаш» Індустріальний р-н                                    | 1941, 1943 р.р. Корольков Б. П. 1965 р. | місцева                         |         |
|                          | Меморіальний комплекс жертвам Голокосту на місці єврейського гетто: пам'ятний знак «Стіна скорботи», камінь-пам'ятник Праведникам Світу, пам'ятний камінь «Звернення до нащадків»                                                                            | Проспект Героїв Харкова, ріг вул.12-го Квітня Індустріальний р-н                                               | 1941-1942 рр. 2001 р. | місцева                         |         |
| 1597                     | Пам'ятник робітникам заводу «Електромашина», які загинули в роки Другої світової війни | вул. Озерянська, 106 Холодногірський р-н                                                                       | 1941-1945 р.р. 1973 р. | місцева                         |         |
| 2194                     | Будинок, у якому працював О. Г. Зубарєв | просп. Архітектора Альошина, 7 Індустріальний р-н                                                              | 1941 р. | місцева                         |         |
| 176                      | Меморіальне кладовище (1 братська і 6 одиничних могил). Поховано 330 воїнів. | сел. Основа Основ'янський р-н                                                                                  | Ск. Кірієнко Ю. К. 1965 р. | місцева                         |         |
| 57                       | Братська могила радянських воїнів. Поховано 234 воїна. | вул. Генерала Удовиченка (Велика Данилівка, Київський р-н)                                                     | 1941, 1943 р.р. Харківська скульптурна фабрика 1964 р. | місцева                         |         |
| 157                      | Братська могила радянських воїнів. Поховано 82 воїна. | ріг вулиць Луї Пастера і Крушельницького Індустріальний р-н                                                    | 1941, 1943 р.р. 1965 р. | місцева                         |         |
| 2400                     | Будинок, у якому жив Ісаак Дунаєвський, радянський композитор | вул. Ярослава Мудрого, 24 Київський р-н                                                                        | 1923-1924 р.р. меморіальна дошка 1989 р. | місцева                         |         |
| 1596                     | Пам'ятник робітникам заводу ім. Малишева, які загинули в роки Другої світової війни | вул. Георгія Тарасенка, 126 На території з-ду ім. Малишева Слобідський р-н                                     | 1941-1945 р.р. ск. Савченко В. М. 1975 р.р. | місцева                         |         |
| 124                      | Пам'ятник Г. І. Ковтуну | вул. Георгія Тарасенка, 126 На території з-ду ім. Малишева Слобідський р-н                                     | 1944 р. ск. Кустов В. 1970 р. | місцева                         |         |
| 122                      | Пам'ятник Миколі Островському | вул. Георгія Тарасенка, 151, біля школи № 94 Слобідський р-н                                                   | 1904-1936 р.р. ск. Жуковська Л. Г. Сова Д. Г. арх. Васильєв В. Ф. 1968 р.                                                                                         | місцева                         |         |
| 8672-Ха                  | Будинок, у якому розташований Харківський театр для дітей та юнацтва | вул. Полтавський Шлях, 18 Холодногірський р-н                                                                  | 1835 р. | місцева                         |         |
| 1604                     | Пам'ятник робітникам хутрової фабрики, які загинули в роки Другої світової війни | просп. Любові Малої, 93 Жовтневий р-н                                                                          | 1941-1945 р.р. 1975 р. | місцева                         |         |
| 1806                     | Будинок, у якому жив Олександр Потебня, український філолог, професор Харківського університету | вул. Потебні, 4 Київський р-н                                                                                  | 70-80-ті р.р. XIX ст. | місцева                         |         |
| 26                       | Будинок, у якому жив Микола Бурачек, український художник | пр. Незалежності, 7                                                                                            | 1936-1942 р.р. | місцева                         |         |
| 2284                     | Будинок, у якому жили Михайло Кошкін і Олександр Морозов — рад. конструктори танків | вул. Григорія Сковороди, 54                                                                                    | | місцева                         |         |
| 2399                     | Будинок, у якому жив Ілля Слатін, композитор і диригент | вул. Григорія Сковороди, 55                                                                                    | 1871-1931 р.р. меморіальна дошка | місцева                         |         |
| 1999                     | Будинок, у якому жив Олександр Довженко | вул. Григорія Сковороди, 62 Київський р-н                                                                      | 1923-1926 р.р. меморіальна дошка | місцева                         |         |
| 71                       | Пам'ятник студентам, викладачам і співробітникам юридичного інституту, які загинули в роки Другої світової війни | вул. Григорія Сковороди, 77 Київський р-н                                                                      | 1941-1945 р.р. ск. Корольков Б. П. арх. Клейн Г. Ю. 1970 р. | місцева                         |         |
| 1998                     | Будинок, у якому працював Михайло Ситенко, видатний вчений-ортопед | вул. Григорія Сковороди, 80 Київський р-н                                                                      | 1920-1940 р.р. меморіальна дошка | місцева                         |         |
| 2003                     | Будинок, у якому працював Мельников О. В., вчений-рентгенолог | вул. Григорія Сковороди, 82 Київський р-н                                                                      | | місцева                         |         |
|                          | Колишнє Перше міське кладовище (Іоанно-Усікновенське) | вул. Григорія Сковороди, 87, Молодіжний парк (Київський р-н)                                                   | Бахтіна С. А., 2006 р. | місцева                         |         |
| 1554                     | Братська могила учасників першої російської революції | вул. Григорія Сковороди, 87, Молодіжний парк кол. 1-е міське кладовище (Київський р-н)                         | жовтень і грудень 1905 р. 1930 р. | місцева                         |         |
| 1555                     | Братська могила радянських воїнів, які загинули при виконанні державного завдання | вул. Григорія Сковороди, 87, Молодіжний парк кол. 1-е міське кладовище (Київський р-н)                         | 1946 р. 1979 р. | місцева                         |         |
| 59, 200003-Н             | Могила Петра Гулака-Артемовського, письменника | вул. Григорія Сковороди, 87, Молодіжний парк кол. 1-е міське кладовище (Київський р-н)                         | 1865 р. відбуд. 1945 р. | місцева, національного значення |         |
| 60, 200004-Н             | Могила Марка Кропивницького | вул. Григорія Сковороди, 87, Молодіжний парк кол. 1-е міське кладовище (Київський р-н)                         | 1910 р. ск. Федора Балавенський 1914 р. | місцева, національного значення |         |
| 61, 200005-Н             | Могила Сергія Васильківського | вул. Григорія Сковороди, 87, Молодіжний парк кол. 1-е міське кладовище (Київський р-н)                         | 1917 р. 1922 р. | місцева, національного значення |         |
| 1556                     | Могила Зашихіна Г. С., генерал-полковника артилерії | вул. Григорія Сковороди, 87, Молодіжний парк кол. 1-е міське кладовище (Київський р-н)                         | 1950 р. ск. Адольфа Страхова 1951 р. | місцева                         |         |
| 2487                     | Пам'ятний знак Василю Еллану-Блакитному | вул. Григорія Сковороди, 87, Молодіжний парк кол. 1-е міське кладовище (Київський р-н)                         | 1994 р. | місцева                         |         |
| 2488                     | Пам'ятний знак Миколі Хвильовому | вул. Григорія Сковороди, 87, Молодіжний парк кол. 1-е міське кладовище (Київський р-н)                         | ск. С. П. Ястребов 1995 р. | місцева                         |         |
| 2682                     | Пам'ятник жертвам Чорнобильської катастрофи | вул. Григорія Сковороди, 87, Молодіжний парк кол. 1-е міське кладовище (Київський р-н)                         | 1999 р., ск. С. П. Ястребов, арх. С. Г. Чечельницький, А. Антропов                                                                                                | місцева                         |         |
| 55                       | Меморіальне кладовище. 25 могил. Поховано 26 воїнів. | вул. Григорія Сковороди, 102, 2-е міське кладовище, Київський р-н                                              | | місцева                         |         |
|                          | Лютеранська каплиця | вул. Григорія Сковороди, 102, 2-е міське кладовище, Київський р-н                                              | | місцева                         |         |
| 55а                      | Братська могила 105 революціонерів, закатованих денікінцями | вул. Григорія Сковороди, 102, 2-е міське кладовище, Київський р-н                                              | 1919 р. 1957 р. | місцева                         |         |
| 54                       | Меморіальне кладовище: братська та 472 індивідуальні могили радянських воїнів (рішення № 61, 25.01.72). | вул. Григорія Сковороди, 102, 2-е міське кладовище, Київський р-н                                              | 1943-1948 р.р. Харківська скульптурна фабрика 1950 р. 1984 р. | місцева                         |         |
| 55б                      | 2 братські і 17 індивідуальних могил | вул. Григорія Сковороди, 102, 2-е міське кладовище, Київський р-н                                              | |                                 |         |
| 1790                     | Братська могила льотчиків кол. 24-ї авіаескадриллі ім. Ілліча | вул. Григорія Сковороди, 102, 2-е міське кладовище, Київський р-н                                              | 1920-1925 р.р. 1974 р. 1984 р. | місцева                         |         |
| 1789                     | Братська могила радянських воїнів | вул. Григорія Сковороди, 102, 2-е міське кладовище, Київський р-н                                              | 1941, 1943 р.р. | місцева                         |         |
| 1877                     | Могила Алфімова Д. Б., Героя Радянського Союзу | вул. Григорія Сковороди, 102, 2-е міське кладовище, Київський р-н                                              | 1961 р. 1963 р. | місцева                         |         |
| 2188                     | Могила Антоновича Д. І., Героя Радянського Союзу | вул. Григорія Сковороди, 102, 2-е міське кладовище, Київський р-н                                              | | місцева                         |         |
| 2447                     | Могила Василя Атрощенка, академіка АН України | вул. Григорія Сковороди, 102, 2-е міське кладовище, Київський р-н                                              | 1991 р. | місцева                         |         |
| 55/в                     | Могила Ахсарова Е. Б., Героя Радянського Союзу | вул. Григорія Сковороди, 102, 2-е міське кладовище, Київський р-н                                              | 1943 р. 1944 р. | місцева                         |         |
| 2177                     | Могила Бабушкіної П. М. | вул. Григорія Сковороди, 102, 2-е міське кладовище, Київський р-н                                              | 1953 р. | місцева                         |         |
| 1576                     | Могила Івана Багмута, українського письменника | вул. Григорія Сковороди, 102, 2-е міське кладовище, Київський р-н                                              | 1975 р. ск. І. М. Мельгунова 1977 р. | місцева                         |         |
| 1564                     | Могила Бажанова Ю. П., маршала артилерії | вул. Григорія Сковороди, 102, 2-е міське кладовище, Київський р-н                                              | 1975 р. ск. М. Л. Рябінін, арх. Г. Ю. Клейн | місцева                         |         |
| 1562/1                   | Могила Барабанова О. К., Героя Радянського Союзу | вул. Григорія Сковороди, 102, 2-е міське кладовище, Київський р-н                                              | 1970 р. 1976 р. | місцева                         |         |
| 1566                     | Могила Барабашова М. П., академіка АН УРСР, Героя Соціалістичної Праці | вул. Григорія Сковороди, 102, 2-е міське кладовище, Київський р-н                                              | 1971 р. ск. В. І. Агібалов, Я. Й. Рик, арх. Е. Ю. Черкасов 1972 р.                                                                                                | місцева                         |         |
| 1565                     | Могила Бастєєва І. В., генерал-майора, Героя Радянського Союзу | вул. Григорія Сковороди, 102, 2-е міське кладовище, Київський р-н                                              | 1951 р. 1961 р. | місцева                         |         |
| 2076                     | Могила Батова А. Б., члена КПРС з 1905 р. | вул. Григорія Сковороди, 102, 2-е міське кладовище, Київський р-н                                              | 1949 р. | місцева                         |         |
| 1562/2                   | Могила Батова В. В., Героя Радянського Союзу | вул. Григорія Сковороди, 102, 2-е міське кладовище, Київський р-н                                              | 1979 р. 1988 р. | місцева                         |         |
| 1562/3                   | Могила Батяєва В. С., Героя Радянського Союзу | вул. Григорія Сковороди, 102, 2-е міське кладовище, Київський р-н                                              | 1970 р. 1972 р. | місцева                         |         |
| 1791/1                   | Могила Беликова О. С., Героя Радянського Союзу | вул. Григорія Сковороди, 102, 2-е міське кладовище, Київський р-н                                              | 1982 р. 1985 р. | місцева                         |         |
| 55/л                     | Могила Беликова, Героя Радянського Союзу | вул. Григорія Сковороди, 102, 2-е міське кладовище, Київський р-н                                              | 1982 р. |                                 |         |
|                          | Могила Бережного А. С., академіка НАН України | вул. Григорія Сковороди, 102, 2-е міське кладовище, Київський р-н                                              | 1996 р. | місцева                         |         |
|                          | Могила Берестовського, Героя Радянського Союзу | вул. Григорія Сковороди, 102, 2-е міське кладовище, Київський р-н                                              | 1999 р. |                                 |         |
| 2077                     | Могила Бєлозєрова С. М., члена КПРС з 1905 р. | вул. Григорія Сковороди, 102, 2-е міське кладовище, Київський р-н                                              | | місцева                         |         |
| 2178                     | Могила Блудова Я. С., члена КПРС з 1917 р. | вул. Григорія Сковороди, 102, 2-е міське кладовище, Київський р-н                                              | | місцева                         |         |
| 63                       | Могила Миколи Бокаріуса, судового медика і криміналіста | вул. Григорія Сковороди, 102, 2-е міське кладовище, Київський р-н                                              | 1931 р. 1932 р. | місцева                         |         |
| 2380                     | Могила Бондаря В. Т., письменника | вул. Григорія Сковороди, 102, 2-е міське кладовище, Київський р-н                                              | 1969 р. 1970 р. | місцева                         |         |
| 1878                     | Могила Бондаренка Є. В., народного артиста СРСР | вул. Григорія Сковороди, 102, 2-е міське кладовище, Київський р-н                                              | 1977 р. | місцева                         |         |
| 2379                     | Могила Бондаренка М. Л., Героя Соціалістичної Праці | вул. Григорія Сковороди, 102, 2-е міське кладовище, Київський р-н                                              | 1959 р. 1961 р. | місцева                         |         |
| 2179                     | Могила Бондарчука Ф. Г., члена КПРС з 1912 р. | вул. Григорія Сковороди, 102, 2-е міське кладовище, Київський р-н                                              | | місцева                         |         |
| 2448                     | Могила Боровика Є. С., члена-кореспондента АН України | вул. Григорія Сковороди, 102, 2-е міське кладовище, Київський р-н                                              | 1966 р. | місцева                         |         |
| 2383                     | Могила Бронзова-Єгорова І. П., народного артиста УРСР | вул. Григорія Сковороди, 102, 2-е міське кладовище, Київський р-н                                              | 1963 р. 1963 р. | місцева                         |         |
| 2627                     | Могила П. С. Бублія, Героя Радянського Союзу | вул. Григорія Сковороди, 102, 2-е міське кладовище, Київський р-н                                              | 1997 р. | місцева                         |         |
|                          | Могила Булаєнка І. С., Героя Радянського Союзу | вул. Григорія Сковороди, 102, 2-е міське кладовище, Київський р-н                                              | 2000 р. | місцева                         |         |
| 64                       | Могила Буланкіна І. М., академіка АН УРСР | вул. Григорія Сковороди, 102, 2-е міське кладовище, Київський р-н                                              | 1960 р. ск. В. І. Агібалов 1962 р. | місцева                         |         |
| 2437                     | Могила Бурака О. К., Героя Радянського Союзу | вул. Григорія Сковороди, 102, 2-е міське кладовище, Київський р-н                                              | 1993 р. | місцева                         |         |
| 2180                     | Могила Бушева М. К., члена КПРС з 1905 р. | вул. Григорія Сковороди, 102, 2-е міське кладовище, Київський р-н                                              | | місцева                         |         |
| 1577                     | Могила Антона Вальтера, академіка АН УРСР | вул. Григорія Сковороди, 102, 2-е міське кладовище, Київський р-н                                              | 1965 р. ск. В. О. Литвинов 1970 р. | місцева                         |         |
| 1578                     | Могила Валяшка М. О. | вул. Григорія Сковороди, 102, 2-е міське кладовище, Київський р-н                                              | 1955 р. 1987 р. | місцева                         |         |
| 2450                     | Могила Боритса Вєркіна, академіка АН України | вул. Григорія Сковороди, 102, 2-е міське кладовище, Київський р-н                                              | 1990 р. | місцева                         |         |
| 2465                     | Могила Валенртини Варецької, з.а. України | вул. Григорія Сковороди, 102, 2-е міське кладовище, Київський р-н                                              | 1981 р. | місцева                         |         |
| 2445                     | Могила Василевського Л. В., ком. 183-ї Харківської стрілецької дивізії, ген.-майора | вул. Григорія Сковороди, 102, 2-е міське кладовище, Київський р-н                                              | 1978 р. | місцева                         |         |
| 2449                     | Могила Васильченка Л. П., академіка НАН України | вул. Григорія Сковороди, 102, 2-е міське кладовище, Київський р-н                                              | 1995 р. | місцева                         |         |
|                          | Могила Виниченка М. А., кавалера 3-х орденів «Слави» | вул. Григорія Сковороди, 102, 2-е міське кладовище, Київський р-н                                              | 1998 р. | місцева                         |         |
| 2436                     | Могила Власенка Г. Є., голови Харківського міськвиконкому | вул. Григорія Сковороди, 102, 2-е міське кладовище, Київський р-н                                              | 1989 р. | місцева                         |         |
| 2384                     | Могила Воліна О. М., нар.артиста УРСР | вул. Григорія Сковороди, 102, 2-е міське кладовище, Київський р-н                                              | 1975 р. 1976 р. | місцева                         |         |
| 2466                     | Могила Воронович Г. П., народної артистки СРСР | вул. Григорія Сковороди, 102, 2-е міське кладовище, Київський р-н                                              | 1985 р. | місцева                         |         |
| 2628                     | Могила Воронька О. Г., Героя Радянського Союзу | вул. Григорія Сковороди, 102, 2-е міське кладовище, Київський р-н                                              | 1997 р. | місцева                         |         |
| 1797                     | Могила Петра Гайдамаки | вул. Григорія Сковороди, 102, 2-е міське кладовище, Київський р-н                                              | 1981 р. 1983 р. | місцева                         |         |
| 2078                     | Могила Геншафта М. М., члена КПРС з 1902 р. | вул. Григорія Сковороди, 102, 2-е міське кладовище, Київський р-н                                              | | місцева                         |         |
| 2444                     | Могила Гібадулова М. Г., ген.-лейтенанта | вул. Григорія Сковороди, 102, 2-е міське кладовище, Київський р-н                                              | 1996 р. | місцева                         |         |
| 1579                     | Могила Гіршмана Л. Л., проф., офтальмолога | вул. Григорія Сковороди, 102, 2-е міське кладовище, Київський р-н                                              | 1921 р. | місцева                         |         |
| 2451                     | Могила Гладенка І. М., академіка ВАСГНІЛ | вул. Григорія Сковороди, 102, 2-е міське кладовище, Київський р-н                                              | 1991 р | місцева                         |         |
| 1567                     | Могила Глазкова В. М., Героя Соціалістичної Праці | вул. Григорія Сковороди, 102, 2-е міське кладовище, Київський р-н                                              | 1969 р. | місцева                         |         |
| 2446                     | Могила Гордієнка К. О., письменника | вул. Григорія Сковороди, 102, 2-е міське кладовище, Київський р-н                                              | 1993 р. | місцева                         |         |
| 2438                     | Могила Готліба Е. Д., Героя Радянського Союзу | вул. Григорія Сковороди, 102, 2-е міське кладовище, Київський р-н                                              | 1991 р. | місцева                         |         |
| 2079                     | Могила Гревіна А. Д., члена КПРС з 1903 р. | вул. Григорія Сковороди, 102, 2-е міське кладовище, Київський р-н                                              | | місцева                         |         |
| 2467                     | Могила Греченка В. М., засл.діяча мистецтв України | вул. Григорія Сковороди, 102, 2-е міське кладовище, Київський р-н                                              | 1967 р. | місцева                         |         |
| 1580                     | Могила Гризодубова С. В., авіаконструктора і льотчика | вул. Григорія Сковороди, 102, 2-е міське кладовище, Київський р-н                                              | 1965 р. 1968 р. | місцева                         |         |
|                          | Могила Грушка І. М., академіка НАН України | вул. Григорія Сковороди, 102, 2-е міське кладовище, Київський р-н                                              | 1998 р. | місцева                         |         |
| 2080                     | Могила Грязєва І. Я., члена КПРС з 1905 р. | вул. Григорія Сковороди, 102, 2-е міське кладовище, Київський р-н                                              | 1962 р. | місцева                         |         |
| 1581                     | Могила Гурова О. В., професора | вул. Григорія Сковороди, 102, 2-е міське кладовище, Київський р-н                                              | 1921 р. 1922 р. | місцева                         |         |
| 2452                     | Могила Даниленка Й. А., академіка ВАСГНІЛ | вул. Григорія Сковороди, 102, 2-е міське кладовище, Київський р-н                                              | 1980 р. | місцева                         |         |
| 1568                     | Могила Даниленко К. І., Героя Соціалістичної Праці | вул. Григорія Сковороди, 102, 2-е міське кладовище, Київський р-н                                              | 1957 р. 1959 р. | місцева                         |         |
| 2633                     | Могила Двохіменного Д. П., Героя Соціалістичної Праці | вул. Григорія Сковороди, 102, 2-е міське кладовище, Київський р-н                                              | 1992 р. | місцева                         |         |
| 2439                     | Могила Денчика М. Ф., Героя Радянського Союзу | вул. Григорія Сковороди, 102, 2-е міське кладовище, Київський р-н                                              | 1996 р. | місцева                         |         |
| 2453                     | Могила Деркача В. С., члена-кореспондента АМН СРСР | вул. Григорія Сковороди, 102, 2-е міське кладовище, Київський р-н                                              | 1973 р. | місцева                         |         |
| 1562/4                   | Могила Діденка Д. Г., Героя Радянського Союзу | | 1973 р. 1975 р. | місцева                         |         |
| 55/г                     | Могила Добродецького А. В., Героя Радянського Союзу | вул. Григорія Сковороди, 102, 2-е міське кладовище, Київський р-н                                              | 1943 р. | місцева                         |         |
| 1794                     | Могила Дрокіна В. Д., Героя Соціалістичної Праці | вул. Григорія Сковороди, 102, 2-е міське кладовище, Київський р-н                                              | 1980 р. 1981 р., 1983 р. | місцева                         |         |
|                          | Могила Дубініна А. Д., заслуженого артиста України | | 1999 р. | місцева                         |         |
| 68                       | Могила Дубовика Л. Ф., народного артиста УРСР | вул. Григорія Сковороди, 102, 2-е міське кладовище, Київський р-н                                              | 1952 р. 1954 р. | місцева                         |         |
| 2181                     | Могила Дудника А. М., члена КПРС з 1917 р. | вул. Григорія Сковороди, 102, 2-е міське кладовище, Київський р-н                                              | 1934 р. 1962 р. | місцева                         |         |
|                          | Могила Єрмілова В. Д., художника, дизайнера. 1894–1968 рр. | вул. Григорія Сковороди, 102, 2-е міське кладовище, Київський р-н                                              | Путятін В. Д., 2007 р. | місцева                         |         |
| 1562/5                   | Могила генерал-майора Заікіна М. М., Героя Радянського Союзу | вул. Григорія Сковороди, 102, 2-е міське кладовище, Київський р-н                                              | 1979-1981 р.р. | місцева                         |         |
| 1791/2                   | Могила Зайцева В. І., Героя Радянського Союзу | вул. Григорія Сковороди, 102, 2-е міське кладовище, Київський р-н                                              | 1982 р. 1984 р. | місцева                         |         |
|                          | Могила Зайцева В. Т., академіка НАН України | вул. Григорія Сковороди, 102, 2-е міське кладовище, Київський р-н                                              | 1999 р. | місцева                         |         |
| 1791/3                   | Могила Зарубіна І. П., Героя Радянського Союзу | вул. Григорія Сковороди, 102, 2-е міське кладовище, Київський р-н                                              | 1982 р. 1985 р. | місцева                         |         |
| 2454                     | Могила Звягіна А. І., члена-кореспондента АН України | вул. Григорія Сковороди, 102, 2-е міське кладовище, Київський р-н                                              | 1991 р. | місцева                         |         |
| 2629                     | Могила Зибіна І. Ф., Героя Радянського Союзу | вул. Григорія Сковороди, 102, 2-е міське кладовище, Київський р-н                                              | 1997 р. | місцева                         |         |
| 2081                     | Могила Зобунова Г. І., члена КПРС з 1902 р | вул. Григорія Сковороди, 102, 2-е міське кладовище, Київський р-н                                              | | місцева                         |         |
| 1798                     | Могила Іванова В. Є., академіка АН України | вул. Григорія Сковороди, 102, 2-е міське кладовище, Київський р-н                                              | 1980 р. 1985 р. | місцева                         |         |
| 2435                     | Могила Івашка В. А., голови Верховної Ради УРСР | вул. Григорія Сковороди, 102, 2-е міське кладовище, Київський р-н                                              | 1994 р. | місцева                         |         |
| 2455                     | Могила Ізмайлова М. А., члена-кореспондента АН України | вул. Григорія Сковороди, 102, 2-е міське кладовище, Київський р-н                                              | 1961 р. | місцева                         |         |
| 1979/1                   | Могила Ісаєва В. В., Героя Радянського Союзу | вул. Григорія Сковороди, 102, 2-е міське кладовище, Київський р-н                                              | 1985 р. 1986 р. | місцева                         |         |
| 2182                     | Могила Каляєва І. П., члена КПРС з 1905 р. | вул. Григорія Сковороди, 102, 2-е міське кладовище, Київський р-н                                              | | місцева                         |         |
| 2456                     | Могила Канера Е. А., члена-кореспондента АН України | вул. Григорія Сковороди, 102, 2-е міське кладовище, Київський р-н                                              | 1986 р. | місцева                         |         |
| 2433/1                   | Могила Канського В. Є., Героя Радянського Союзу | вул. Григорія Сковороди, 102, 2-е міське кладовище, Київський р-н                                              | 1993 р. 1997 р. | місцева                         |         |
|                          | Могила Кармінського М. В., композитора | вул. Григорія Сковороди, 102, 2-е міське кладовище, Київський р-н                                              | 1995 р. | місцева                         |         |
| 1980                     | Могила Карпухіна П. П., члена-кореспондента АН України | вул. Григорія Сковороди, 102, 2-е міське кладовище, Київський р-н                                              | 1974 р. 1976 р. | місцева                         |         |
| 2083                     | Могила Кащевського Г. І., члена КПРС з 1903 р. | вул. Григорія Сковороди, 102, 2-е міське кладовище, Київський р-н                                              | | місцева                         |         |
| 58, 200006-Н             | Могила Квітки-Основ'яненка Г. Ф., письменника | вул. Григорія Сковороди, 102, 2-е міське кладовище, Київський р-н                                              | 1843 р. | місцева, національного значення |         |
|                          | Могила Кірмановича В. М., Героя Радянського Союзу | вул. Григорія Сковороди, 102, 2-е міське кладовище, Київський р-н                                              | 2001 р. | місцева                         |         |
| 1569                     | Могила Коваля І. Л., Героя Соціалістичної Праці | вул. Григорія Сковороди, 102, 2-е міське кладовище, Київський р-н                                              | 1958 р. 1960 р. | місцева                         |         |
| 2468                     | Могила Козаченка Г. Я., народного артиста України | вул. Григорія Сковороди, 102, 2-е міське кладовище, Київський р-н                                              | 1970 р. | місцева                         |         |
| 2084                     | Могила Козюри С. Я., члена КПРС з 1914 р. | вул. Григорія Сковороди, 102, 2-е міське кладовище, Київський р-н                                              | 1968 р. | місцева                         |         |
|                          | Могила Кокеля О. О., українського та чувашського художника і педагога. 1880–1956 рр. | вул. Григорія Сковороди, 102, 2-е міське кладовище, Київський р-н                                              | Путятін В. Д. 2007 р. | місцева                         |         |
| 2469                     | Могила Кононенка М., народного артиста України | вул. Григорія Сковороди, 102, 2-е міське кладовище, Київський р-н                                              | 1965 р. | місцева                         |         |
| 2082                     | Могила Корнєєва О. Ф., члена КПРС з 1904 р. | вул. Григорія Сковороди, 102, 2-е міське кладовище, Київський р-н                                              | 1965 р. 1967 р. | місцева                         |         |
| 2632                     | Могила Коршунова П. І., Героя Соціалістичної Праці, ген.-майора | вул. Григорія Сковороди, 102, 2-е міське кладовище, Київський р-н                                              | 1987 р. | місцева                         |         |
|                          | Могила Костенка Ю. Т., академіка НАН України | вул. Григорія Сковороди, 102, 2-е міське кладовище, Київський р-н                                              | 1999 р. | місцева                         |         |
| 2381                     | Могила Котлярова Б. І., поета | вул. Григорія Сковороди, 102, 2-е міське кладовище, Київський р-н                                              | 1989 р. 1990 р. | місцева                         |         |
| 66                       | Могила Крамова О. Г., народного артиста СРСР | вул. Григорія Сковороди, 102, 2-е міське кладовище, Київський р-н                                              | 1951 р. 1953 р. | місцева                         |         |
| 2470                     | Могила Криницької Л. А., народної артистки України | вул. Григорія Сковороди, 102, 2-е міське кладовище, Київський р-н                                              | 1966 р. | місцева                         |         |
| 2183                     | Могила Крюкова С. К., члена КПРС з 1905 р. | вул. Григорія Сковороди, 102, 2-е міське кладовище, Київський р-н                                              | | місцева                         |         |
| 1979/2                   | Могила Ксинкіна О. М., Героя Радянського Союзу | вул. Григорія Сковороди, 102, 2-е міське кладовище, Київський р-н                                              | 1984 р. 1985 р. | місцева                         |         |
| 2457                     | Могила Кулешова М. М., академіка АН України | вул. Григорія Сковороди, 102, 2-е міське кладовище, Київський р-н                                              | 1968 р. | місцева                         |         |
| 55/д                     | Могила Курячого К. М., Героя Радянського Союзу | вул. Григорія Сковороди, 102, 2-е міське кладовище, Київський р-н                                              | 1943 р. 1944 р. | місцева                         |         |
| 1570                     | Могила Кутєпова М. П., Героя Соціалістичної Праці | вул. Григорія Сковороди, 102, 2-е міське кладовище, Київський р-н                                              | 1951 р. 1961 р. | місцева                         |         |
| 2433/2                   | Могила Лаврика І. І., Героя Радянського Союзу | вул. Григорія Сковороди, 102, 2-е міське кладовище, Київський р-н                                              | 1993 р. 1995 р. | місцева                         |         |
|                          | Могила Лазарєва Б. Г., академіка НАН України | вул. Григорія Сковороди, 102, 2-е міське кладовище, Київський р-н                                              | 2001 р. | місцева                         |         |
| 2085                     | Могила Лебедєва І. В., члена КПРС з 1912 р. | вул. Григорія Сковороди, 102, 2-е міське кладовище, Київський р-н                                              | | місцева                         |         |
| 2086                     | Могила Лебедєва П. Ф., члена КПРС з 1913 р. | вул. Григорія Сковороди, 102, 2-е міське кладовище, Київський р-н                                              | | місцева                         |         |
| 1984                     | Могила Лебединця А. Д., українського композитора | вул. Григорія Сковороди, 102, 2-е міське кладовище, Київський р-н                                              | 1979 р. 1981 р. | місцева                         |         |
| 2189                     | Могила Левицької А. З., народної артистки України | вул. Григорія Сковороди, 102, 2-е міське кладовище, Київський р-н                                              | 1955 р. М. Г. Лисенко 1956 р. | місцева                         |         |
| 2382                     | Могила Лінецького О. В., професора архітектури | вул. Григорія Сковороди, 102, 2-е міське кладовище, Київський р-н                                              | 1953 р. | місцева                         |         |
|                          | Могила Лисенка Є. В., народного артиста України, професора | вул. Григорія Сковороди, 102, 2-е міське кладовище, Київський р-н                                              | 2002 р. | місцева                         |         |
|                          | Могила Литвинова В. М., Героя Радянського Союзу | вул. Григорія Сковороди, 102, 2-е міське кладовище, Київський р-н                                              | 2002 р. | місцева                         |         |
| 2634                     | Могила Личагіна М. С., Героя Соціалістичної Праці | вул. Григорія Сковороди, 102, 2-е міське кладовище, Київський р-н                                              | 1996 р. | місцева                         |         |
| 2386                     | Могила Любича-Любушкіна І. С., народного артиста УРСР | вул. Григорія Сковороди, 102, 2-е міське кладовище, Київський р-н                                              | 1981 р. 1982 р. | місцева                         |         |
| 2087                     | Могила Луденцова А. Е., члена КПРС з 1913 р. | вул. Григорія Сковороди, 102, 2-е міське кладовище, Київський р-н                                              | | місцева                         |         |
| 1791/4                   | Могила Майстренка В. М., Героя Радянського Союзу | вул. Григорія Сковороди, 102, 2-е міське кладовище, Київський р-н                                              | 1982 р. 1985 р. | місцева                         |         |
|                          | Могила Малої Л. Т., Героя Соціалістичної Праці | вул. Григорія Сковороди, 102, 2-е міське кладовище, Київський р-н                                              | 2003 ск. О. І. Рідний | місцева                         |         |
|                          | Могила Манойла М. Ф., народного артиста СРСР | вул. Григорія Сковороди, 102, 2-е міське кладовище, Київський р-н                                              | 1998 р. | місцева                         |         |
| 1791/5                   | Могила Манукяна А. Б., Героя Радянського Союзу | вул. Григорія Сковороди, 102, 2-е міське кладовище, Київський р-н                                              | 1981 р. 1985 р. | місцева                         |         |
| 67                       | Могила Мар'яненка І. О., народного артиста СРСР | вул. Григорія Сковороди, 102, 2-е міське кладовище, Київський р-н                                              | 1962 р. ск. Д. Г. Сова 1964 р. | місцева                         |         |
| 2434                     | Могила Масельського О. С., голови Харківської обласної Ради народних депутатів, голови Харківської облдержадміністрації | вул. Григорія Сковороди, 102, 2-е міське кладовище, Київський р-н                                              | 1996 р. | місцева                         |         |
| 2088                     | Могила Матросова І. Є., члена КПРС з 1906 р. | вул. Григорія Сковороди, 102, 2-е міське кладовище, Київський р-н                                              | | місцева                         |         |
| 2458                     | Могила Маслова В. П., члена-кореспондента АН України | вул. Григорія Сковороди, 102, 2-е міське кладовище, Київський р-н                                              | 1987 р. | місцева                         |         |
| 1562/6                   | Могила Маца Г. З., Героя Радянського Союзу | вул. Григорія Сковороди, 102, 2-е міське кладовище, Київський р-н                                              | 1977 р. | місцева                         |         |
| 2184                     | Могила Мачульської З. А., члена КПРС з 1915 р. | вул. Григорія Сковороди, 102, 2-е міське кладовище, Київський р-н                                              | | місцева                         |         |
| 1791/6                   | Могила Мельникова І. С., Героя Радянського Союзу | вул. Григорія Сковороди, 102, 2-е міське кладовище, Київський р-н                                              | 1981 р. 1983 р. | місцева                         |         |
| 1981                     | Могила Меркулова І. І., члена-кореспондента АМН СРСР | вул. Григорія Сковороди, 102, 2-е міське кладовище, Київський р-н                                              | 1981 р. 1981 р. | місцева                         |         |
|                          | Могила Михайлова Г. Л., Героя Соціалістичної Праці | вул. Григорія Сковороди, 102, 2-е міське кладовище, Київський р-н                                              | 1999 р. | місцева                         |         |
| 1562/7                   | Могила Мільнера Р. І., Героя Радянського Союзу | вул. Григорія Сковороди, 102, 2-е міське кладовище, Київський р-н                                              | 1979 р. 1982 р. | місцева                         |         |
| 2185                     | Могила Мірошниченка О. П., члена КПРС з 1902 р. | вул. Григорія Сковороди, 102, 2-е міське кладовище, Київський р-н                                              | | місцева                         |         |
|                          | Могила Міщенка О. К., Героя Радянського Союзу | вул. Григорія Сковороди, 102, 2-е міське кладовище, Київський р-н                                              | 2001 р. | місцева                         |         |
| 2089                     | Могила Моргунова В. Р., члена КПРС з 1907 р. | вул. Григорія Сковороди, 102, 2-е міське кладовище, Київський р-н                                              | 1956 р. | місцева                         |         |
| 1563                     | Могила Морозова О. О., двічі Героя Соціалістичної Праці | вул. Григорія Сковороди, 102, 2-е міське кладовище, Київський р-н                                              | 1979 р. 1983 р. | місцева                         |         |
| 1582                     | Могила Муратова І. Л., українського письменника | вул. Григорія Сковороди, 102, 2-е міське кладовище, Київський р-н                                              | 1973 р. | місцева                         |         |
| 1982                     | Могила Нагорного О. В., члена-кореспондента АН УРСР | вул. Григорія Сковороди, 102, 2-е міське кладовище, Київський р-н                                              | 1953 р. | місцева                         |         |
|                          | Могила Назарова О. М., Героя Радянського Союзу | вул. Григорія Сковороди, 102, 2-е міське кладовище, Київський р-н                                              | 2001 р. | місцева                         |         |
| 2440                     | Могила Найдьонова М. О., Героя Радянського Союзу | вул. Григорія Сковороди, 102, 2-е міське кладовище, Київський р-н                                              | 1993 р. | місцева                         |         |
| 1583                     | Могила Нахабіна В. М., композитора | вул. Григорія Сковороди, 102, 2-е міське кладовище, Київський р-н                                              | 1967 р. арх. Г. Ю. Клейн 1969 р. | місцева                         |         |
| 2090                     | Могила Нестеренка Ф. А., члена КПРС з 1905 р. | вул. Григорія Сковороди, 102, 2-е міське кладовище, Київський р-н                                              | | місцева                         |         |
| 1562/8                   | Могила Нефьодова А. І., Героя Радянського Союзу | вул. Григорія Сковороди, 102, 2-е міське кладовище, Київський р-н                                              | 1973 р. 1975 р. | місцева                         |         |
| 1876/1                   | Могила Ніколенка П. Г., Героя Радянського Союзу | вул. Григорія Сковороди, 102, 2-е міське кладовище, Київський р-н                                              | 1983 р. 1985 р. | місцева                         |         |
| 1584                     | Могила Новаченка М. П., члена-кореспондента АМН СРСР | вул. Григорія Сковороди, 102, 2-е міське кладовище, Київський р-н                                              | 1966 р. 1968 р. | місцева                         |         |
| 2276                     | Могила Огнєва П. Є., Героя Радянського Союзу | вул. Григорія Сковороди, 102, 2-е міське кладовище, Київський р-н                                              | 1987 р. 1987 р. | місцева                         |         |
| 1876/2                   | Могила Павловського А. М., Героя Радянського Союзу | вул. Григорія Сковороди, 102, 2-е міське кладовище, Київський р-н                                              | 1983 р. 1985 р. | місцева                         |         |
| 2378                     | Могила Павловського Р. С., Героя Радянського Союзу | вул. Григорія Сковороди, 102, 2-е міське кладовище, Київський р-н                                              | 1989 р. 1990 р. | місцева                         |         |
| 1571                     | Могила Палехи О. П., Героя Соціалістичної Парці | вул. Григорія Сковороди, 102, 2-е міське кладовище, Київський р-н                                              | 1956 р. | місцева                         |         |
| 2186                     | Могила Палкіна М. О., члена КПРС з 1905 р. | вул. Григорія Сковороди, 102, 2-е міське кладовище, Київський р-н                                              | | місцева                         |         |
|                          | Могила Панкратова С. С., Героя Радянського Союзу | вул. Григорія Сковороди, 102, 2-е міське кладовище, Київський р-н                                              | 1998 р. | місцева                         |         |
| 1562/9                   | Могила Панченка І. М., Героя Радянського Союзу | вул. Григорія Сковороди, 102, 2-е міське кладовище, Київський р-н                                              | 1975 р. 1977 р. | місцева                         |         |
| 2277                     | Могила Переславського М. А., члена КПРС з 1905 р. | вул. Григорія Сковороди, 102, 2-е міське кладовище, Київський р-н                                              | 1967 р. | місцева                         |         |
| 2091                     | Могила Петрова С. Д., члена КПРС з 1904 р. | вул. Григорія Сковороди, 102, 2-е міське кладовище, Київський р-н                                              | | місцева                         |         |
|                          | Могила Плюща О. В., Героя Радянського Союзу | вул. Григорія Сковороди, 102, 2-е міське кладовище, Київський р-н                                              | 1999 р. | місцева                         |         |
| 2459                     | Могила Подгорного А. М., академіка НАН України | вул. Григорія Сковороди, 102, 2-е міське кладовище, Київський р-н                                              | 1996 р. | місцева                         |         |
| 2187                     | Могила Подлєсного О. Д., члена КПРС з 1905 р. | вул. Григорія Сковороди, 102, 2-е міське кладовище, Київський р-н                                              | | місцева                         |         |
| 2092                     | Могила Покка С. І., члена КПРС з 1905 р. | вул. Григорія Сковороди, 102, 2-е міське кладовище, Київський р-н                                              | 1953 р. | місцева                         |         |
| 2093                     | Могила Полікарпова І. О., члена КПРС з 1914 р. | вул. Григорія Сковороди, 102, 2-е міське кладовище, Київський р-н                                              | 1979 р. | місцева                         |         |
| 2460                     | Могила Полякова І. М., члена-кореспондента АН України | вул. Григорія Сковороди, 102, 2-е міське кладовище, Київський р-н                                              | 1976 р. | місцева                         |         |
| 55/е                     | Могила Полянського С. І., Героя Радянського Союзу | вул. Григорія Сковороди, 102, 2-е міське кладовище, Київський р-н                                              | 1943 р. 1944 р. | місцева                         |         |
| 2176                     | Могила Поддубного О. П., Героя Радянського Союзу | вул. Григорія Сковороди, 102, 2-е міське кладовище, Київський р-н                                              | 1986 р. 1988 р. | місцева                         |         |
| 1585                     | Могила Проскури Г. Ф., академіка АН України | вул. Григорія Сковороди, 102, 2-е міське кладовище, Київський р-н                                              | 1958 р. 1960 р. | місцева                         |         |
| 1586                     | Могила Прохорова С. М., художника | вул. Григорія Сковороди, 102, 2-е міське кладовище, Київський р-н                                              | 1948 р. | місцева                         |         |
| 1572                     | Могила Саблєва П. Є., Героя Соціалістичної Праці | вул. Григорія Сковороди, 102, 2-е міське кладовище, Київський р-н                                              | 1975 р. | місцева                         |         |
|                          | Могила Сахна М. І., кавалера 3-х орденів «Слави» | вул. Григорія Сковороди, 102, 2-е міське кладовище, Київський р-н                                              | 2001 р. | місцева                         |         |
| 2638                     | Могила Сачка В. П., ректора ХІБІ, професора | вул. Григорія Сковороди, 102, 2-е міське кладовище, Київський р-н                                              | 1996 р. | місцева                         |         |
|                          | Могила Свєчкарьова О. І., Героя Радянського Союзу | вул. Григорія Сковороди, 102, 2-е міське кладовище, Київський р-н                                              | 2001 р. | місцева                         |         |
| 2635                     | Могила Свиридова В. В., академіка Інженерної академії України | вул. Григорія Сковороди, 102, 2-е міське кладовище, Київський р-н                                              | 1994 р. | місцева                         |         |
| 1979/3                   | Могила Свирчевського В. С., Героя Радянського Союзу | вул. Григорія Сковороди, 102, 2-е міське кладовище, Київський р-н                                              | 1985 р. 1988 р. | місцева                         |         |
| 1562/10                  | Могила Сдобнова М. О., Героя Радянського Союзу | вул. Григорія Сковороди, 102, 2-е міське кладовище, Київський р-н                                              | 1971 р. 1973 р. | місцева                         |         |
| 2637                     | Могила Семена Сумного (С. М. Угрюмова), письменника | вул. Григорія Сковороди, 102, 2-е міське кладовище, Київський р-н                                              | 1960 р. | місцева                         |         |
| 1795                     | Могила Семка М. Ф., Героя Соціалістичної Праці | вул. Григорія Сковороди, 102, 2-е міське кладовище, Київський р-н                                              | 1979 р. ск. П. П. Юрченко арх. В. М. Миронов 1985 р. | місцева                         |         |
| 2471                     | Могила Сердюка О. І., народного артиста СРСР | вул. Григорія Сковороди, 102, 2-е міське кладовище, Київський р-н                                              | 1988 р. 1989 р. | місцева                         |         |
| 1796                     | Могила Сєрікова І. О., Героя Соціалістичної Праці | вул. Григорія Сковороди, 102, 2-е міське кладовище, Київський р-н                                              | 1979 р. | місцева                         |         |
| 1587                     | Могила Синельникова К. Д., академіка АН України | вул. Григорія Сковороди, 102, 2-е міське кладовище, Київський р-н                                              | 1966 р. 1968 р. | місцева                         |         |
|                          | Могила Сипала І. М., Героя Радянського Союзу | вул. Григорія Сковороди, 102, 2-е міське кладовище, Київський р-н                                              | 2000 р. | місцева                         |         |
| 1588                     | Могила Ситенка М. І., члена-кореспондента АН України | вул. Григорія Сковороди, 102, 2-е міське кладовище, Київський р-н                                              | 1940 р. 1964 р. | місцева                         |         |
| 1562/11                  | Могила Сичова О. І., Героя Радянського Союзу | вул. Григорія Сковороди, 102, 2-е міське кладовище, Київський р-н                                              | 1978 р. 1988 р. | місцева                         |         |
| 2441                     | Могила Сотникова В. Є., Героя Радянського Союзу | вул. Григорія Сковороди, 102, 2-е міське кладовище, Київський р-н                                              | 1991 р. | місцева                         |         |
| 2094                     | Могила Скрабе Ж. Ф., члена КПРС з 1904 р. | вул. Григорія Сковороди, 102, 2-е міське кладовище, Київський р-н                                              | | місцева                         |         |
| 2461                     | Могила Слуцкіна А. О., академіка АН України | вул. Григорія Сковороди, 102, 2-е міське кладовище, Київський р-н                                              | 1950 р. 1951 р. | місцева                         |         |
| 2433/3                   | Могила Смільського М. І., Героя Радянського Союзу | вул. Григорія Сковороди, 102, 2-е міське кладовище, Київський р-н                                              | 1990 р. 1992 р. | місцева                         |         |
| 2636                     | Могила Соболєва Д. М., професора | вул. Григорія Сковороди, 102, 2-е міське кладовище, Київський р-н                                              | 1949 р. | місцева                         |         |
| 2442                     | Могила Соболєва М. О., Героя Радянського Союзу | вул. Григорія Сковороди, 102, 2-е міське кладовище, Київський р-н                                              | 1996 р. | місцева                         |         |
| 1589                     | Могила Соколовського О. Н., академіка АН України | вул. Григорія Сковороди, 102, 2-е міське кладовище, Київський р-н                                              | 1959 р. 1961 р. | місцева                         |         |
| 2095                     | Могила Спесивцева П. І., члена КПРС з 1904 р. | вул. Григорія Сковороди, 102, 2-е міське кладовище, Київський р-н                                              | | місцева                         |         |
| 2278                     | Могила Старцева І. І., учасника повстання на броненосці «Потьомкін» | вул. Григорія Сковороди, 102, 2-е міське кладовище, Київський р-н                                              | 1956 р. 1987 р. | місцева                         |         |
| 2462                     | Могила Страхова Т. Д., члена-кореспондента АН України | вул. Григорія Сковороди, 102, 2-е міське кладовище, Київський р-н                                              | 1960 р. | місцева                         |         |
| 1573                     | Могила Стрелецького П. С., Героя Соціалістичної Праці | вул. Григорія Сковороди, 102, 2-е міське кладовище, Київський р-н                                              | 1975 р. 1977 р. | місцева                         |         |
| 65                       | Могила Стрєлкова І. І., члена-кореспондента АН України | вул. Григорія Сковороди, 102, 2-е міське кладовище, Київський р-н                                              | 1954 р. 1956 р. | місцева                         |         |
| 2387                     | Могила Тамарової Н. В., народної артистки України | вул. Григорія Сковороди, 102, 2-е міське кладовище, Київський р-н                                              | 1983 р. | місцева                         |         |
| 55/ж                     | Могила Танкопія І. О., Героя Радянського Союзу | вул. Григорія Сковороди, 102, 2-е міське кладовище, Київський р-н                                              | 1943 р. 1944 р. | місцева                         |         |
| 2631                     | Могила Тарана О. П., кавалера 3-х орденів «Слави» | вул. Григорія Сковороди, 102, 2-е міське кладовище, Київський р-н                                              | 1997 р. | місцева                         |         |
| 2472                     | Могила Терещенка М. С., з.а. України | вул. Григорія Сковороди, 102, 2-е міське кладовище, Київський р-н                                              | 1982 р. | місцева                         |         |
| 2630                     | Могила Тихонова М. І., Героя Радянського Союзу | вул. Григорія Сковороди, 102, 2-е міське кладовище, Київський р-н                                              | 1996 р. | місцева                         |         |
| 62                       | Могила Миколи Трінклера | вул. Григорія Сковороди, 102, 2-е міське кладовище, Київський р-н                                              | 1925 р. 1926 р. | місцева                         |         |
| 1792                     | Могила Труфанова М. І., генерал-полковника | вул. Григорія Сковороди, 102, 2-е міське кладовище, Київський р-н                                              | 1982 р. | місцева                         |         |
| 1562/12                  | Могила Тюніна Ф. М., Героя Радянського Союзу | вул. Григорія Сковороди, 102, 2-е міське кладовище, Київський р-н                                              | 1973 р. 1975 р. | місцева                         |         |
| 2433/4                   | Могила Улановського М. С., Героя Радянського Союзу | вул. Григорія Сковороди, 102, 2-е міське кладовище, Київський р-н                                              | 1986 р. 1989 р. | місцева                         |         |
| 2388                     | Могила Уразовського С. С., члена-кореспондента АН України | вул. Григорія Сковороди, 102, 2-е міське кладовище, Київський р-н                                              | 1961 р. 1962 р. | місцева                         |         |
| 2463                     | Могила Утевського А. М., члена-кореспондента АН України | вул. Григорія Сковороди, 102, 2-е міське кладовище, Київський р-н                                              | 1988 р. | місцева                         |         |
| 1574                     | Могила Фельберта Ф. В., Героя Соціалістичної Праці | вул. Григорія Сковороди, 102, 2-е міське кладовище, Київський р-н                                              | 1969 р. | місцева                         |         |
| 2443                     | Могила Фещенка П. В., Героя Радянського Союзу | вул. Григорія Сковороди, 102, 2-е міське кладовище, Київський р-н                                              | 1992 р. | місцева                         |         |
| 1983                     | Могила Філіппова А. П., члена-кореспондента АН України | вул. Григорія Сковороди, 102, 2-е міське кладовище, Київський р-н                                              | 1978 р. 1978 р. | місцева                         |         |
| 1562/13                  | Могила Хазар'яна С. А., Героя Радянського Союзу | вул. Григорія Сковороди, 102, 2-е міське кладовище, Київський р-н                                              | 1977 р. 1980 р. | місцева                         |         |
| 2464                     | Могила Хоткевича В. Г., члена-кореспондента АН України | вул. Григорія Сковороди, 102, 2-е міське кладовище, Київський р-н                                              | 1982 р. 1983 р. | місцева                         |         |
| 2433/5                   | Могила Цупренкова С. Г., Героя Радянського Союзу | вул. Григорія Сковороди, 102, 2-е міське кладовище, Київський р-н                                              | 1991 р. 1993 р. | місцева                         |         |
| 1876/3                   | Могила Чепура М. Д., Героя Радянського Союзу | вул. Григорія Сковороди, 102, 2-е міське кладовище, Київський р-н                                              | 1982 р. 1985 р. | місцева                         |         |
| 1879                     | Могила Червонюка Є. І., народного артиста СРСР | вул. Григорія Сковороди, 102, 2-е міське кладовище, Київський р-н                                              | 1982 р. | місцева                         |         |
|                          | Могила Черкашина Р. О., засл. артиста України | вул. Григорія Сковороди, 102, 2-е міське кладовище, Київський р-н                                              | 1993 р. | місцева                         |         |
| 2190                     | Могила Чигирина Ю. Ф., героя-комсомольця | вул. Григорія Сковороди, 102, 2-е міське кладовище, Київський р-н                                              | 1962 р. | місцева                         |         |
| 2473                     | Могила Чичибабіна Б. О., поета | вул. Григорія Сковороди, 102, 2-е міське кладовище, Київський р-н                                              | 1994 р. ск. О.Володими-ров | місцева                         |         |
| 1562/14                  | Могила Шелеста Д. А., Героя Радянського Союзу | вул. Григорія Сковороди, 102, 2-е міське кладовище, Київський р-н                                              | 1979 р. 1980 р. | місцева                         |         |
|                          | Могила Шестопалова В. П., академіка НАН України | вул. Григорія Сковороди, 102, 2-е міське кладовище, Київський р-н                                              | 1999 р. | місцева                         |         |
| 2473                     | Могила Шовкопляса Ю. Ю., письменника | вул. Григорія Сковороди, 102, 2-е міське кладовище, Київський р-н                                              | 1978 р. 1980 р. | місцева                         |         |
| 1590                     | Могила генерал-лейтенатна Штанька Ф. Ф., Героя Радянського Союзу | вул. Григорія Сковороди, 102, 2-е міське кладовище, Київський р-н                                              | 1981 р. 1982 р. | місцева                         |         |
| 2096                     | Могила Щеглова М. К., члена КПРС з 1904 р. | вул. Григорія Сковороди, 102, 2-е міське кладовище, Київський р-н                                              | | місцева                         |         |
|                          | Могила Щербака О. В., Героя Радянського Союзу | вул. Григорія Сковороди, 102, 2-е міське кладовище, Київський р-н                                              | 1998 р. | місцева                         |         |
| 2385                     | Могила Юхвида Л. А., письменника | вул. Григорія Сковороди, 102, 2-е міське кладовище, Київський р-н                                              | 1968 р. 1969 р. | місцева                         |         |
| 1575                     | Могила Якуніна О. І., Героя Соціалістичної Праці | вул. Григорія Сковороди, 102, 2-е міське кладовище, Київський р-н                                              | 1968 р. 1977 р. | місцева                         |         |
| 2433/6                   | Могила Ярового Ф. К., Героя Радянського Союзу | вул. Григорія Сковороди, 102, 2-е міське кладовище, Київський р-н                                              | 1992 р. 1995 р. | місцева                         |         |
| 1560                     | Меморіальне кладовище | вул. Григорія Сковороди, 108 13-е міське кладовище, Київський р-н                                              | | місцева                         |         |
| 2474/1                   | Могила Аверіна В. Г., художника | вул. Григорія Сковороди, 108 13-е міське кладовище, Київський р-н                                              | 1946 р. 1976 р. | місцева                         |         |
| 1560/2                   | Могила Алчевського І. О., оперного співака | вул. Григорія Сковороди, 108 13-е міське кладовище, Київський р-н                                              | 1917 р. 1979 р. | місцева                         |         |
| 1560/3                   | Могила Христини Алчевської, української поетеси, драматургині, письменниці | вул. Григорія Сковороди, 108 13-е міське кладовище, Київський р-н                                              | 1931 р. 1976 р. | місцева                         |         |
| 1560/4                   | Могила Христини Алчевської, української педагогині | вул. Григорія Сковороди, 108 13-е міське кладовище, Київський р-н                                              | 1920 р. 1946 р. | місцева                         |         |
| 2475                     | Могила Антонова-Дружиніна П. П., народного артиста України | вул. Григорія Сковороди, 108 13-е міське кладовище, Київський р-н                                              | 1985 р. | місцева                         |         |
| 2476                     | Могила Афанасьєва В. А., народного артиста України | вул. Григорія Сковороди, 108 13-е міське кладовище, Київський р-н                                              | 1987 р. | місцева                         |         |
| 1560/5                   | Могила Дмитра Багалія, академіка АН України | вул. Григорія Сковороди, 108 13-е міське кладовище, Київський р-н                                              | 1932 р. ск. Блох Л. А. 1932 р. | місцева                         |         |
| 1560/6, 200008-Н         | Могила Олексія Бекетова, академіка архітектури | вул. Григорія Сковороди, 108 13-е міське кладовище, Київський р-н                                              | 1941 р. 1946 р. | місцева, національного значення |         |
| 1560/7                   | Могила Безперчого Д. І., українського художника | вул. Григорія Сковороди, 108 13-е міське кладовище, Київський р-н                                              | 1913 р. 1974 р. | місцева                         |         |
| 1560/8                   | Могила Бузескула В. П., академіка АН СРСР | вул. Григорія Сковороди, 108 13-е міське кладовище, Київський р-н                                              | 1931 р. 1983 р. | місцева                         |         |
| 1560/9                   | Могила Бурачека М. Г., українського художника | вул. Григорія Сковороди, 108 13-е міське кладовище, Київський р-н                                              | 1942 р. ск. О. М. Кудрявцева 1946 р. | місцева                         |         |
| 2477                     | Могила Верби П. І., члена-кореспондента АН України | вул. Григорія Сковороди, 108 13-е міське кладовище, Київський р-н                                              | 1988 р. | місцева                         |         |
| 2478                     | Могила Виноградової О. І., заслуженої артистки України | вул. Григорія Сковороди, 108 13-е міське кладовище, Київський р-н                                              | 1976 р. | місцева                         |         |
| 2639/1                   | Могила Вишинського Л. М., лікаря | вул. Григорія Сковороди, 108 13-е міське кладовище, Київський р-н                                              | 1915 р. | місцева                         |         |
| 2641                     | Могила Волкова М. І., заслуженого артиста України | вул. Григорія Сковороди, 108 13-е міське кладовище, Київський р-н                                              | 1971 р. | місцева                         |         |
|                          | Могила Воробйова В. П., академіка АН УРСР | вул. Григорія Сковороди, 108 13-е міське кладовище, Київський р-н                                              | 1937 р., урна похована у 2003 р. |                                 |         |
| 1560/10                  | Могила Гордона В. М., академіка АН України | вул. Григорія Сковороди, 108 13-е міське кладовище, Київський р-н                                              | 1926 р. 1926 р. | місцева                         |         |
| 1560/39                  | Могила Городнянського О. М., генерал-лейтенанта | вул. Григорія Сковороди, 108 13-е міське кладовище, Київський р-н                                              | 1942 р. 1945 р. | місцева                         |         |
| 1560/11                  | Могила Григор'єва С. П., рентгенолога | вул. Григорія Сковороди, 108 13-е міське кладовище, Київський р-н                                              | 1920 р. 1921 р. | місцева                         |         |
| 2390                     | Могила Гримайла Я. В., письменника | вул. Григорія Сковороди, 108 13-е міське кладовище, Київський р-н                                              | 1984 р. 1985 р. | місцева                         |         |
|                          | Могила Данилевського В. Я., академіка АН УРСР | вул. Григорія Сковороди, 108 13-е міське кладовище, Київський р-н                                              | 1939 р., урна похована у 2003 р. | місцева                         |         |
| 1560/12                  | Могила Дєдюліна О. В., професора | вул. Григорія Сковороди, 108 13-е міське кладовище, Київський р-н                                              | 1924 р. 1925 р. | місцева                         |         |
| 1560/38                  | Могила Джонс Еффі, члена Компартії і Комсомолу Англії | вул. Григорія Сковороди, 108 13-е міське кладовище, Київський р-н                                              | 1933 р. 1933 р. | місцева                         |         |
| 2474/2                   | Могила Долиніна О. Є., актора театру «Березіль» | вул. Григорія Сковороди, 108 13-е міське кладовище, Київський р-н                                              | 1929 р. 1976 р. | місцева                         |         |
| 1560/13                  | Могила Дремцова С. П., композитора | вул. Григорія Сковороди, 108 13-е міське кладовище, Київський р-н                                              | 1937 р. 1976 р. | місцева                         |         |
| 2474/3                   | Могила Залеського В. К., члена-кореспондента АН України | вул. Григорія Сковороди, 108 13-е міське кладовище, Київський р-н                                              | 1936 р. 1980 р. | місцева                         |         |
| 2639/2                   | Могила Зеленіна М. Г., лікаря | вул. Григорія Сковороди, 108 13-е міське кладовище, Київський р-н                                              | 1931 р. | місцева                         |         |
| 2479                     | Могила Івашутича О. Г., народного артиста Узбецької РСР | вул. Григорія Сковороди, 108 13-е міське кладовище, Київський р-н                                              | 1971 р. | місцева                         |         |
| 2474/4                   | Могила Імшенецького В. Г., академіка | вул. Григорія Сковороди, 108 13-е міське кладовище, Київський р-н                                              | 1892 р. 1974 р. | місцева                         |         |
| 1560/14                  | Могила Кадміної Є. П., російської актриси | вул. Григорія Сковороди, 108 13-е міське кладовище, Київський р-н                                              | 1881 р. 1881 р. | місцева                         |         |
| 1560/40                  | Могила капітана Колосова С. І. | вул. Григорія Сковороди, 108 13-е міське кладовище, Київський р-н                                              | 1943 р. 1946 р. | місцева                         |         |
| 1560/15                  | Могила Коляди М. Т., українського композитора | вул. Григорія Сковороди, 108 13-е міське кладовище, Київський р-н                                              | 1935 р. 1974 р. | місцева                         |         |
| 1560/16                  | Могила Копняєва П. П. професора | вул. Григорія Сковороди, 108 13-е міське кладовище, Київський р-н                                              | 1932 р. 1976 р. | місцева                         |         |
|                          | Могила Константинопольського А. М., народного художника України | вул. Григорія Сковороди, 108 13-е міське кладовище, Київський р-н                                              | 1993 р. | місцева                         |         |
| 2474/6                   | Могила Корнєєнка Б. М., архітектора | вул. Григорія Сковороди, 108 13-е міське кладовище, Київський р-н                                              | 1916 р. 1917 р. | місцева                         |         |
| 2480                     | Могила Костюченка І. П., заслуженого артиста України | вул. Григорія Сковороди, 108 13-е міське кладовище, Київський р-н                                              | 1983 р. | місцева                         |         |
| 2391                     | Могила Кравцова О. Ф., поета | вул. Григорія Сковороди, 108 13-е міське кладовище, Київський р-н                                              | 1983 р. 1984 р. | місцева                         |         |
| 2640, 200009-Н           | Меморіальний комплекс. Могили родичів Леся Курбаса: Чистякової В. М. (дружини), В. Курбас-Яновичевої (матері Леся Курбаса, могилу перенесено з 2-го кладовища). Тут також поховано землю з Соловків, де Л. Курбас загинув                                    | вул. Григорія Сковороди, 108 13-е міське кладовище, Київський р-н                                              | 1984 р., 1950 р. ск. Якубович С. А. 1993 р. | місцева, національного значення |         |
| 1560/17                  | Могила Левченка П. О., українського художника | вул. Григорія Сковороди, 108 13-е міське кладовище, Київський р-н                                              | 1917 р. 1976 р. | місцева                         |         |
| 2474/7                   | Могила Ловцова М. І., архітектора | вул. Григорія Сковороди, 108 13-е міське кладовище, Київський р-н                                              | 1907 р. 1974 р. | місцева                         |         |
| 1560/18                  | Могила Мельникова-Разведенкова М. Ф., академіка АН УРСР | вул. Григорія Сковороди, 108 13-е міське кладовище, Київський р-н                                              | 1937 р. 1937 р. | місцева                         |         |
| 2489                     | Могила Мисика В. О., поета, прозаїка, драматурга | вул. Григорія Сковороди, 108 13-е міське кладовище, Київський р-н                                              | 1983 р. | місцева                         |         |
| 2474/5                   | Могила Міллера Д. П., історика | вул. Григорія Сковороди, 108 13-е міське кладовище, Київський р-н                                              | 1913 р. 1974 р. | місцева                         |         |
| 2389                     | Могила Морозової Г. П., Героя Соціалістичної Праці | вул. Григорія Сковороди, 108 13-е міське кладовище, Київський р-н                                              | 1987 р. 1988 р. | місцева                         |         |
| 1560/19                  | Могила Нікольського О. М., академіка АН України | вул. Григорія Сковороди, 108 13-е міське кладовище, Київський р-н                                              | 1942 р. 1976 р. | місцева                         |         |
| 1560/1                   | Могила Олександрова В. С., українського поета | вул. Григорія Сковороди, 108 13-е міське кладовище, Київський р-н                                              | 1894 р. 1976 р. | місцева                         |         |
| 1560/20                  | Могила Остащенка-Кудрявцева Б. П., заслуженого діяча науки України | вул. Григорія Сковороди, 108 13-е міське кладовище, Київський р-н                                              | 1956 р. 1974 р. | місцева                         |         |
| 2474/9                   | Могила Пестовського В. М., заслуженого артиста РСФСР | вул. Григорія Сковороди, 108 13-е міське кладовище, Київський р-н                                              | 1945 р. 1946 р. | місцева                         |         |
| 2639/6                   | Могила Пилинської К. П., артистки театру «Березіль» | вул. Григорія Сковороди, 108 13-е міське кладовище, Київський р-н                                              | 1938 р. | місцева                         |         |
| 1560/21                  | Могила Пільчикова М. Д., українського фізика | вул. Григорія Сковороди, 108 13-е міське кладовище, Київський р-н                                              | 1908 р. 1974 р. | місцева                         |         |
| 2474/8                   | Могила Покровського В. М., архітектора | вул. Григорія Сковороди, 108 13-е міське кладовище, Київський р-н                                              | 1924 р. | місцева                         |         |
| 1560/41                  | Могила Попова Є. І., гвардії лейтенанта | вул. Григорія Сковороди, 108 13-е міське кладовище, Київський р-н                                              | 1943 р. 1946 р. | місцева                         |         |
| 2639/3                   | Могила Попова М. О., заслуженого професора | вул. Григорія Сковороди, 108 13-е міське кладовище, Київський р-н                                              | 1905 р. | місцева                         |         |
|                          | Могила Попової, народної артистки України | вул. Григорія Сковороди, 108 13-е міське кладовище, Київський р-н                                              | 1996 р. |                                 |         |
| 1560/22, 200007-Н        | Могила Олександра Потебні, члена-кореспондента Петербурзької АН, філолога-славіста | вул. Григорія Сковороди, 108 13-е міське кладовище, Київський р-н                                              | 1891 р. 1974 р. | місцева, національного значення |         |
| 1560/24, 200007-Н        | Могила Андрія Потебні, вченого-ботаніка, сина Олександра Потебні, філолога-славіста | вул. Григорія Сковороди, 108 13-е міське кладовище, Київський р-н                                              | 1919 р. 1976 р. | місцева, національного значення |         |
| 1560/23, 200007-Н        | Могила Олександра Потебні, вченого електротехніка, професора, сина Потебні О. О., філолога-славіста | вул. Григорія Сковороди, 108 13-е міське кладовище, Київський р-н                                              | 1935 р. 1976 р. | місцева, національного значення |         |
| 2639/4                   | Могила Ракушана Ф. І., засновника першої приватної чоловічої гімназії у Харкові | вул. Григорія Сковороди, 108 13-е міське кладовище, Київський р-н                                              | 1909 | місцева                         |         |
| 1560/25                  | Могила Рєдіна Є. К., професора | вул. Григорія Сковороди, 108 13-е міське кладовище, Київський р-н                                              | 1908 р. 1909 р. | місцева                         |         |
| 2639/5                   | Могила Риндовського Г. С., заслуженого професора | вул. Григорія Сковороди, 108 13-е міське кладовище, Київський р-н                                              | 1892 р. | місцева                         |         |
| 1560/42                  | Могила Роганова С. М., підполковника | вул. Григорія Сковороди, 108 13-е міське кладовище, Київський р-н                                              | 1944 р. 1946 р. | місцева                         |         |
| 1560/26                  | Могила Рубашкіна В. Я., професора | вул. Григорія Сковороди, 108 13-е міське кладовище, Київський р-н                                              | 1932 р. 1933 р. | місцева                         |         |
| 2642                     | Могила Сала Д. П., ректора Харківського фармацевтичного інституту | вул. Григорія Сковороди, 108 13-е міське кладовище, Київський р-н                                              | 1980 р. | місцева                         |         |
| 1560/27                  | Могила Синельникова М. М., режисера | вул. Григорія Сковороди, 108 13-е міське кладовище, Київський р-н                                              | 1939 р. ск. О. Євтушенко 1965 р. | місцева                         |         |
| 1560/28                  | Могила Синцова Д. М., академіка АН України | вул. Григорія Сковороди, 108 13-е міське кладовище, Київський р-н                                              | 1946 р. 1946 р. | місцева                         |         |
| 1560/29                  | Могила Слатіна І. І., диригента й муз. суспільного діяча | вул. Григорія Сковороди, 108 13-е міське кладовище, Київський р-н                                              | 1931 р. 1974 р. | місцева                         |         |
| 1560/30                  | Могила Соленика К. Т., українського актора | вул. Григорія Сковороди, 108 13-е міське кладовище, Київський р-н                                              | 1851 р. 1965 р. | місцева                         |         |
| 1560/43                  | Могила Старцева В. О., майора | вул. Григорія Сковороди, 108 13-е міське кладовище, Київський р-н                                              | 1943 р. 1946 р. | місцева                         |         |
| 1560/31                  | Могила Сумцова М. Ф., академіка АН України | вул. Григорія Сковороди, 108 13-е міське кладовище, Київський р-н                                              | 1922 р. 1922 р. | місцева                         |         |
| 1560/32                  | Могила Ткаченка М. С., українського художника | вул. Григорія Сковороди, 108 13-е міське кладовище, Київський р-н                                              | 1916 р. 1974 р. | місцева                         |         |
| 2481                     | Могила Трегуба Є. З., народного художника України | вул. Григорія Сковороди, 108 13-е міське кладовище, Київський р-н                                              | 1984 р. | місцева                         |         |
| 2482                     | Могила Третьякова Р. С., поета | вул. Григорія Сковороди, 108 13-е міське кладовище, Київський р-н                                              | 1996 р. | місцева                         |         |
|                          | Могила Цицалюка Г. Н., композитора | | 1995 р. | місцева                         |         |
| 2483                     | Могила Шаповала М. Т., письменника | вул. Григорія Сковороди, 108 13-е міське кладовище, Київський р-н                                              | 1982 р. 1983 р. | місцева                         |         |
| 1560/33                  | Могила Шатилова П. І., професора | вул. Григорія Сковороди, 108 13-е міське кладовище, Київський р-н                                              | 1921 р. 1974 р. | місцева                         |         |
| 2484                     | Могила Школьника А. С., драматурга | вул. Григорія Сковороди, 108 13-е міське кладовище, Київський р-н                                              | 1986 р. 1987 р. | місцева                         |         |
|                          | Могила Шубенка-Шубіна, Героя Соціалістичної Праці, академіка | вул. Григорія Сковороди, 108 13-е міське кладовище, Київський р-н                                              | | місцева                         |         |
| 1560/34                  | Могила Шувалова І. М., російського актора | вул. Григорія Сковороди, 108 13-е міське кладовище, Київський р-н                                              | 1905 р. 1976 р. | місцева                         |         |
| 1561                     | Могила Івана Шутова, російського письменника | вул. Григорія Сковороди, 108 13-е міське кладовище, Київський р-н                                              | 1978 р. 1989 р. | місцева                         |         |
| 1560/35                  | Могила Щоголєва Я. І., українського поета | вул. Григорія Сковороди, 108 13-е міське кладовище, Київський р-н                                              | 1898 р. 1976 р. | місцева                         |         |
| 1560/36                  | Могила Юдіна Т. І., заслуженого діяча науки України | вул. Григорія Сковороди, 108 13-е міське кладовище, Київський р-н                                              | 1949 р. 1974 р. | місцева                         |         |
| 1560/37                  | Могила Олександра Ющенка, академіка АН України | вул. Григорія Сковороди, 108 13-е міське кладовище, Київський р-н                                              | 1936 р. 1976 р. | місцева                         |         |
| 87                       | Будинок, у якому жив Володимир Затонський | Німецький в'їзд, 6 Київський р-н                                                                               | 1919 р. | місцева                         |         |
| 1618                     | Пам'ятник Леніну В. І. | просп. Льва Ландау, 149 Немишлянський р-н                                                                      | 1870-1924 р.р. ск. В. М. Савченко 1970 р. | місцева                         |         |
| 158                      | Братська могила. Поховано 46 воїнів. | Ріг П'ятигорського провулку і бульвару Богдана Хмельницького Індустріальний р-н                                | | місцева                         |         |
| 1557                     | Братська могила радянських воїнів. Поховано 298 воїнів | Радіотехнічна вул., Філіповське кладовище Новобаварський р-н                                                   | 1943-1947 р.р. 1973 р. | місцева                         |         |
| 1558                     | Могила Дзюби П. П., Героя Радянського Союзу | Радіотехнічна вул., Філіповське кладовище Новобаварський р-н                                                   | 1965 р. 1966 р. | місцева                         |         |
| 1559                     | Могила Матвєєва І. С., Героя Радянського Союзу | Радіотехнічна вул., Філіповське кладовище Новобаварський р-н                                                   | 1968 р. 1970 р. | місцева                         |         |
| 734-Ха                   | Могила космонавта-льотчика В. В. Бондаренка | вул. Радіотехнічна, 4, 10 міське кладовище                                                                     | 1937-1961 рр., 1980 р. | місцева                         |         |
| 90                       | Будинок, у якому знаходилася недільна школа Христини Алчевської | вул. Жон Мироносиць, 9 Київський р-н                                                                           | 1896 р. | місцева                         |         |
| 158                      | Братська могила радянських воїнів. Поховано 82 воїни | ріг вул. Бригади Хартія і бульвару Богдана Хмельницького Фрунзенський р-н                                      | 1943 р. 1945 р. зам. 1973 р. | місцева                         |         |
| 2647                     | Меморіальна дошка на місці будинку, у якому народився художник О. В. Шевченко | вул. Римарська, 19                                                                                             | ск. Рябцев В. Ф. 1992 р. | місцева                         |         |
| 2497                     | Меморіальна дошка на місці будинку, де з 1923 р. по 1930 р. жив Микола Хвильовий | вул. Римарська, 19                                                                                             | ск. Якубович С. А. 1993 р. | місцева                         |         |
| 11                       | Будинок оперного театру | вул. Римарська, 21 (Шевченківський р-н)                                                                        | XIX-ХХ ст. меморіальні дошки 1957 р. 1969 р. | місцева                         |         |
| 2498                     | Меморіальна дошка на будинку, де в довоєнні роки жив І. І. Грісанович, Герой Радянського Союзу | вул. Римарська, 23-а                                                                                           | ск. Литвинов О. О. 1993 р. | місцева                         |         |
| 162                      | Братська могила радянських воїнів. Поховано 2 воїни | ст. Рогань Індустріальний р-н                                                                                  | 1943 р. 1979 р. | місцева                         |         |
| 1607                     | Будинок, у якому працювали штаб Харківського військового округу і штаб Південно-Західного фронту | Майдан Героїв Небесної Сотні, 36                                                                               | пров. Руставелі, 10 Основ'янський р-н | 1919 р. 1920 р.                 | місцева |
| 178                      | Могила Руднєва М. О., Героя громадянської війни | Майдан Героїв Небесної Сотні                                                                                   | пров. Руставелі, 10 Основ'янський р-н | 1918 р. 1959 р.                 | місцева |
| 184                      | Будинок, у якому містився штаб 1-го чехословацького окремого батальйону | пров. Руставелі, 10 Основ'янський р-н                                                                          | 1943 р. меморіальна дошка 1968 р. |                                 |         |
| 1991                     | Будинок заводу «Світло шахтаря» | вул. Світло Шахтаря, 4/6 Новобаварський р-н                                                                    | | місцева                         |         |
| 1603                     | Пам'ятник робітникам заводу «Світло шахтаря», які загинули на фронтах Другої світової війни | вул. Світло Шахтаря, 4/6 Новобаварський р-н                                                                    | 1941-1945 р.р. 1970 р. | місцева                         |         |
|                          | Пам'ятник воїнам-студбатівцям | м-н Свободи, 4, біля ХНУ ім. В. Н. Каразіна (Шевченківський р-н)                                               | Ск. Дадашев Д., Жуковська Л. І., Сова Д. Г., Арх. Антропов А. О., Лівшиц В. І., Новгородов В. Є., Осипов В. О., 1999 р.                                           | місцева                         |         |
| 2643                     | Меморіальна дошка на честь засновника Харківського університету Василя Каразіна | м-н Свободи, 4                                                                                                 | ск. Васильєва Ю. В. 1996 р. | місцева                         |         |
| 2644                     | Меморіальна дошка на честь голови облдержадміністрації Олександра Масельського, який працював у цьому будинку в 1983–1996 р.р. | м-н Свободи, 5 Держпром, 8-й під"їзд Шевченківський р-н                                                        | 1983-1996 р.р. ск. Табатчиков О. І. арх. Антропов А. О. 1997 р.                                                                                                   | місцева                         |         |
| 163                      | Братська могила радянських воїнів. Поховано 61 воїна | вул. Северина Потоцького, 4-е міське кладовище Індустріальний р-н                                              | 1943 р. Харківська скульптурна фабрика 1973 р. | місцева                         |         |
| 2395                     | Могила Колтиги Ф. А., Героя Радянського Союзу | вул. Северина Потоцького, 4-е міське кладовище Індустріальний р-н                                              | 1977 р. 1977 р. | місцева                         |         |
| 1881                     | Могила Паська М. Ф., Героя Радянського Союзу | вул. Северина Потоцького, 4-е міське кладовище Індустріальний р-н                                              | 1982 р. 1982 р. | місцева                         |         |
|                          | Група могил радянських воїнів: Героя Радянського Союзу майора П. С. Кондоурова, мол. лейтенанта орденоносця А. К. Березовського, червоноармійця орденоносця І. І. Хорошенка, майора А. Ф. Аксьонова, що загинули 23 серпня 1943 р. під час боїв за м. Харків | вул. Северина Потоцького (пров. Миру, сквер, 1-а дільниця житлокомбінату ХТЗ Індустріальний р-н                | | місцева                         |         |
| 138                      | Пам'ятник Миколі Кабаненку | вул. Сковородинівська, 8 На території депо «Жовтень» Холодногірський р-н                                       | 1877-1943 р.р. Кошкарьов В. Л. 1967 р. | місцева                         |         |
| 139                      | Пам'ятник Клапцову Д. І. | вул. Сковородинівська, 8 На території депо «Жовтень» Холодногірський р-н                                       | 1895-1938 р.р. Кошкарьов В. Л. 1968 р. | місцева                         |         |
| 137                      | Пам'ятник Скороходу О. Г. | вул. Сковородинівська, 8 На території депо «Жовтень» Холодногірський р-н                                       | 1879-1919 р.р. Кошкарьов В. Л. 1965 р. | місцева                         |         |
|                          | Пам'ятний знак на місці поховання радянських військовополонених | вул. Волонтерська, 2 Холодна гора. Холодногірський р-н                                                         | 2004 р. 09.05. 1995 р. В. С. Старченко голова Харків. обл. благодійн. військово-меморіал. фонду «Обеліск»                                                         | місцева                         |         |
|                          | Пам'ятний знак на місці поховання радянських військовополонених | вул. Волонтерська, 2 Холодна гора. Холодногірський р-н                                                         | 2004 р. 31.10. 2004 р. В. С. Старченко голова Харків. обл. благодійн. військово-меморіал. фонду «Обеліск»                                                         | місцева                         |         |
| 1996                     | Північний банк (поч. XX ст.). Будинок, у якому працювали Володимир Воробйов, Микола Мельников-Разведенков, Г. Ф. Фольборт | вул. Сумська, 1 (Шевченківський р-н)                                                                           | | місцева                         |         |
| 22                       | Будинок драматичного театру (нині театр ім. Тараса Шевченка), де працювали видатні актори і режисери | вул. Сумська, 9 (Шевченківський р-н)                                                                           | сер. XIX-ХХ ст. | місцева                         |         |
| 200012-Н                 | Будинок, у якому працював театр «Березіль» під керівництвом Леся Курбаса | | | національного значення          |         |
| 24                       | Будинок, у якому жив і працював поет Павло Тичина; чехословацький письменник і журналіст Юліус Фучик зустрічався з журналістами Харкова. | вул. Сумська, 11 (Шевченківський р-н)                                                                          | 1922-1934 р.р. | місцева                         |         |
| 102/1                    | Пам'ятник Миколі Островському, радянському письменнику | вул. Сумська (сквер Перемоги) Київський р-н                                                                    | 1936 р. ск. Д. Г. Сова | місцева                         |         |
|                          | Пам'ятник Архістратигу Михаїлу (копія статуї в м. Києві) | вул. Сумська, 35 сад ім. Тараса Шевченка Шевченківський р-н                                                    | Ск. В. Сівко, арх. В. Бобровський (Київ) | місцева                         |         |
| 13                       | Будинок ветеринарного інституту | вул. Сумська, 37 (Шевченківський р-н)                                                                          | 1900-ті р.р. | місцева                         |         |
| 2491                     | Меморіальна дошка на місці будинку, де в 1933–1934 р.р. працював видатний теоретик космонавтики Юрій Кондратюк | вул. Сумська, 36/38                                                                                            | 1933-1934 р.р. ск. М. Ф. Овсянкін 1997 р. | місцева                         |         |
| 2401                     | Будинок, де жили Остап Вишня (1926–1930 р.р.) й Василь Чечвянський (1930–1936 р.р.) | вул. Сумська, 122                                                                                              | побуд. у 1913 р. арх. М. Л. Мелетинський | місцева                         |         |
| 161                      | Братська могила радянських воїнів. Поховано 11 воїнів | вул. Михайла Комарова Індустріальний р-н                                                                       | 1943 р. 1957 р. | місцева                         |         |
| 165                      | Меморіал на честь випускників Харківського (кол. Чугуївського) авіаційного училища | вул. Михайла Комарова, на території ХВАУЛ іМ. С. І. Грицевця Індустріальний р-н                                | 1941-1945 р.р. 1968 р. | місцева                         |         |
| 1885                     | Будинок Державного банку | м-н Театральний, 1 Київський р-н                                                                               | цегляний будинок 5-поверх. | місцева                         |         |
| 39                       | Братська могила радянських воїнів | вул. Текстильна, Основ'янське кладовище                                                                        | 1949 р. | місцева                         |         |
| 177                      | Братські могили радянських воїнів (2). Поховано 377 воїнів | Тернопільська вул.                                                                                             | 1941, 1943 р.р. Харківська скульптурна фабрика 1965 р. | місцева                         |         |
| 38                       | Братська могила радянських воїнів. Поховано 906 воїнів | вулиця Академіка Грищенка, 33 Новобаварський р-н                                                               | 1941, 1943 р.р. 1967 р. | місцева                         |         |
|                          | Пам'ятник Михайлові Ломоносову | просп. Тракторобудівників, 55 Московський р-н                                                                  | 2001 р. Ск. Табатчиков | місцева                         |         |
| 9                        | Братська могила жертв фашизму, 1943 р. | вул. Трінклера, 3 (пр. Незалежності, 13) (Шевченківський р-н)                                                  | 1943 р. 1944 р. | місцева                         |         |
| 1546                     | Місце, де стояв будинок Харківського колегіуму, де викладав поет і філософ Григорій Сковорода (1760–1767 р.р.) | вул. Університетська, 8 На території Харківського Покровського монастиря. Шевченківський р-н                   | XVIII ст. скульптор Лідія Твердянська пам. знак 1974 р. | місцева                         |         |
| 2396, 200002-Н           | Комплекс будівель Харківського університету: Будинок губернатора, у якому було відкрито університет. Корпус хімічного факультету. Корпус фізичного факультету. Корпус юридичного факультету. Бібліотека.                                                     | вул. Університетська, 14, 12, 16, 27, 23                                                                       | Кін. XVIII — поч. XX ст. | місцева, національного значення |         |
| 2396/1, 200002-Н         | Будинок, де у 1805 р. був відкритий Харківський університет; вчився Ілля Мечников (1862–1864 р.р.) | вул. Університетська, 14 Шевченківський р-н                                                                    | | місцева, національного значення |         |
| 2645                     | Меморіальна дошка на першому будинку Харківського університету на честь його засновника Василя Каразіна | вул. Університетська, 14 Шевченківський р-н                                                                    | ск. О. М. Рідний арх. В. І. Каменський | місцева                         |         |
| 2396/2, 200002-Н         | Хімічний корпус, де працювали Микола Бекетов та ін. | вул. Університетська, 12                                                                                       | XIX ст. | місцева, національного значення |         |
| 2396/3, 200002-Н         | Фізичний корпус, де працювали М. Д. Пільчиков, Дмитро Рожанський та ін. | вул. Університетська, 16                                                                                       | XIX ст. | місцева, національного значення |         |
| 2396/4, 200002-Н         | Аудиторний корпус університету | вул. Університетська, 27                                                                                       | поч. XX ст. | місцева, національного значення |         |
| 2396/5, 200002-Н         | Бібліотека | вул. Університетська, 23 Центральна наукова бібліотека Харківського університету                               | поч. XX ст. | місцева, національного значення |         |
| 2646                     | Меморіальна дошка на честь Олеся Гончара, який вчився в Харківському університеті | вул. Університетська, 23 ЦНБ Харківського університету                                                         | ХХ ст. ск. Семен Якубович 1997 р. | місцева                         |         |
| 143                      | Братська могила радянських воїнів. Поховано 12 воїнів | майдан Оборонний Вал. ХІІТ Салтівський р-н                                                                     | 1943 р. 1945 р. | місцева                         |         |
| 2280                     | Будинок, у якому жив Володимир Вернадський, академік АН СРСР | майдан Оборонний Вал, 10 Салтівський р-н                                                                       | 1868-1876 р.р. | місцева                         |         |
| 2495                     | Будинок, у якому жив академік Дмитро Багалій | вул. Багалія, 9                                                                                                | . | місцева                         |         |
| 89                       | Комплекс будівель Харківського технологічного інституту. | вул. Кирпичова, 21 На території НТУ «ХПІ» Київський р-н                                                        | 1885 р. | місцева                         |         |
|                          | Технічний корпус, де працював академік АН УРСР, Герой Соціалістичної Праці П. П. Будников | вул. Кирпичова, 21 Київський р-н                                                                               | 1926-1941 р.р. меморіальна дошка 1971 р. | місцева                         |         |
|                          | Пам'ятник студентам, викладачам і співробітникам політехнічного інституту, які загинули на фронтах Другої світової війни | " — " | 1941-1945 р.р. В. Хоменко, Ю. Тютюнник 1968 р. | місцева                         |         |
| 2403                     | Будинок, де навчалися С. О. Борзенко, М. В. Кульчицький, І. Л. Муратов, Ю. Шовкопляс | Харківська набережна, 4 Салтівський р-н                                                                        | | місцева                         |         |
| 104                      | Пам'ятник на честь Харківських дивізій | вул. Харківських Дивізій Немишлянський р-н                                                                     | 1943 р. архіт. В. Васильєв, ск. Якубович С. А., художник О. Муромцев. 1967 р.                                                                                     | місцева                         |         |
| 42                       | Пам'ятник робітникам авторемонтного заводу, які загинули на фронтах Другої світової війни | вул. Цементна, 2 На території авторемонтного заводу Новобаварьский р-н                                         | 1941-1945 р.р. ск. Борис Корольков арх. Б. Г. Клейн 1964 р. | місцева                         |         |
| 2000                     | Будинок, у якому працював Георгій Висоцький, вчений-ґрунтознавець | вул. Михайля Семенка, 4                                                                                        | 1925-1930 р.р. | місцева                         |         |
| 92                       | Будівля, де знаходився Будинок літераторів ім. В. Блакитного і працював Георгій Проскура, академік АН УРСР | вул. Мистецтв Київський р-н                                                                                    | 4_20-30-ті р.р. 1944—1955 р.р. меморіальна дошка 1976 р. | місцева                         |         |
| 2192                     | Будинок, у якому жив Дмитро Карбишев, Герой Радянського Союзу | Гімназійна набережна, 1-а Основ'янський р-н                                                                    | 1920-1923 р.р. | місцева                         |         |
| 1994                     | Будинок, у якому містилася художня школа Марії Раєвської-Іванової | вул. Чернишевська, 6 Київський р-н                                                                             | 1874-1896 р.р. | місцева                         |         |
|                          | Пам'ятник меценату, банкіру і громадському діячеві Олексію Алчевському | На розі вул. Чернишевська, 15 та вул. Жон Мироносиць                                                           | 2004 р. | місцева                         |         |
| 2004                     | Будинок, у якому жив Олександр Білецький, академік АН СРСР | вул. Чернишевська, 73А Київський р-н                                                                           | 1909-1940 р.р. | місцева                         |         |
| 2283                     | Будинок авіаційного інституту | вул. Вадима Манька, 17 Київський р-н                                                                           | | місцева                         |         |
| 70                       | Пам'ятник студентам, викладачам і співробітникам авіаційного інституту, які загинули на фронтах Другої світової війни | вул. Вадима Манька, 17 Київський р-н На території ХАІ                                                          | 1941-1945 р.р. 1970 р. | місцева                         |         |
| 1400                     | смт. Кулиничі Кулиничівської сел/р, вул. Сьомої Гвардійської Армії, біля клубу | Братська могила радянських воїнів і пам'ятний знак воїнам-землякам. Поховано 12 воїнів. 1943 р., 1941–1945 рр. | Харківська скульптурна фабрика 1957 р., 1985 р. | місцева                         |         |
| 1398                     | смт. Кулиничі Кулиничівської сел/р, вул. Сьомої Гвардійської Армії, на цвинтарі | Братська могила радянських воїнів. Поховано 697 воїнів. 1941 р., 1943 р.                                       | Харківська скульптурна фабрика 1955 р. | місцева                         |         |
| 1399                     | На території дослідного господарства «Елітне» | Братська могила радянських воїнів. Поховано 58 воїнів. 1943 р.                                                 | Харківська скульптурна фабрика 1975 р. | Місцева                         |         |
|                          | смт. Кулиничі | Пам'ятник Тарасові Шевченку                                                                                    | 2003 р. | Місцева                         |         |
| 2404                     | Пам'ятник Миколі Жуковському | на розі вулиць Академіка Проскури і Вадима Манька с-ще. Жуковського, Київський р-н                             | 1980 р. ск. М. В. Коршун | місцева                         |         |
| 2496                     | Пам'ятник Григорію Сковороді | вул. Валентинівська Салтівський р-н                                                                            | XVIII ст. ск. Ястребов І. П. 1992 р. | місцева                         |         |
|                          | Скульптурний комплекс «Фармація у віках» | вул. Валентинівська, 4, Національна фармацевтична академія. Салтівський р-н                                    | ск. Сейфаддін Гурбанов, архітектор Ю. М. Шкодовський, 2.09. 2004 р.                                                                                               | місцева,                        |         |
| 2502                     | Пам'ятник Павлу Грабовському | вул. Семінарська, 46 Новобаварський р-н                                                                        | ск. Фоменко О. І. арх. Фоменко Н. А. 1996 р. | місцева                         |         |
| 1816                     | Пам'ятник радянським воїнам-визволителям | вул. 23 Серпня Шевченківський р-н                                                                              | 1943 р. ск. Ястребов І. П., Рик Я. Й., арх. Черкасов Е. Ю., Максименко О. О., Святченко 1981 р.                                                                   | місцева                         |         |
| 2500                     | Пам'ятник Григорію Квітці-Основ'яненку | вул. Квітки-Основ'яненка Шевченківський р-н                                                                    | ск. Якубович С. А. арх. Шкодовський Ю. М. 1993 р. | місцева                         |         |
| 2006                     | Пам'ятник Тихонову М. О., двічі Герою Соціалістичної Праці | вул. Клочківська, 1 Шевченківський р-н                                                                         | 1982 р. ск. Рукавишников І. М., арх. Макаревич Г. В. 1985 р. | місцева                         |         |
| 2007                     | Пам'ятник Михайлові Кошкіну, радянському конструктору танків | ріг вулиць Кошкіна і Георгія Тарасенка Слобідський р-н                                                         | 1940 р. ск. Переяславець М. В., арх. Семенов О. П. 1985 р. | місцева                         |         |
| 123                      | Пам'ятник двічі Герою Соціалістичної Праці академіку Василю Юр'єву | пр. Петра Григоренка Немишлянський р-н                                                                         | 1959 р. ск. Василь Агібалов, арх. Д. О. Морозов 1964 р. | місцева                         |         |
| 120                      | Пам'ятник Малишеву В. О., державному діячеві, Герою Соціалістичної Праці | вул. Георгія Тарасенка, 126 На території з-ду ім. Малишева Слобідський р-н                                     | 1902-1957 р.р. ск. Савченко В. М. арх. Павленко О. П. | місцева                         |         |
|                          | Пам'ятник творцям легендарного танка Т-34 | вул. Георгія Тарасенка, 126 На території з-ду ім. Малишева Слобідський р-н                                     | Арх. Е. Ю. Черкасов, Ск. І. П. Ястребов, С. І. Ястребов, 1980 р.                                                                                                  | Місцева, пам'ятка мистецтва     |         |
| 100                      | Пам'ятник Михайлові Коцюбинському | м-н Поезії | ск. М. Л. Рябінін арх. А. О. Алло | місцева                         |         |
| 2649                     | «Вогнеборець» (пам'ятник пожежникам, які загинули при виконанні службового обов'язку) | Полтавський Шлях, 50 Холодногірський р-н                                                                       | ск. Овсянкін М. Ф. арх. Шкодовський Ю. М. 1990 р. | місцева                         |         |
| 95                       | Пам'ятник Миколі Скрипнику | вул. Григорія Сковороди, 34 Київський р-н                                                                      | ск. М. Ф. Овсянкін арх. В. Г. Гнезділов 1968 р. | місцева                         |         |
|                          | Пам'ятник Ярославу Мудрому | вул. Григорія Сковороди, 77 Київський р-н                                                                      | Ск. О. Шауліс, О. Демченко, В. Семенюк, арх. В. Лівшиц, А. Антропов, 1999 р.                                                                                      | Місцева, пам'ятка мистецтва     |         |
|                          | Пам'ятний знак ліквідаторам аварії на Чорнобильській АЕС | вул. Григорія Сковороди, 87, Молодіжний парк кол. 1-е міське кладовище (Київський р-н)                         | Арх. С. Чечельницький, ск. С. І. Ястребов, 1999 р. | Місцева, пам'ятка мистецтва     |         |
| 2490                     | Пам'ятник загиблим в боротьбі зі злочинністю працівникам МВС | Вул. Жон Мироносиць, 13                                                                                        | | місцева                         |         |
| 30, 200011-Н             | Пам'ятник Василю Каразіну, засновнику Харківського університету | м-н Свободи, 4, біля ХНУ ім. В. Н. Каразіна (Шевченківський р-н)                                               | ск. Іван Андреолетті арх. Олексій Бекетов 1907 р. | місцева, національного значення |         |
| 29, 200014-Н             | Пам'ятник Тарасові Шевченку | вул. Сумська, 35 (Шевченківський р-н)                                                                          | ск. Матвій Манізер арх. ЙосипЛангбард 1935 р. | місцева, національного значення |         |
| 2648                     | Пам'ятник репресованим кобзарям | вул. Сумська, 35 сад ім. Тараса Шевченка Шевченківський р-н                                                    | ск. Бондар В., Шауліс О., Семенюк В. 1997 р. | місцева                         |         |
| 1621                     | Пам'ятник двічі Герою Радянського Союзу Сергію Грицевцю | вул. Михайла Комарова, на території ХВАУЛ іМ. С. І. Грицевця Індустріальний р-н                                | 1939 р. В. П. Восокін 1972 р. | місцева                         |         |
| 98, 200013-Н             | Пам'ятник Миколі Гоголю | Театральний майдан Київський р-н                                                                               | Б. В. Едуардс 1909 р. | місцева, національного значення |         |
| 175                      | Пам'ятник О. Г. Зубарєву, Герою Радянського Союзу | вул. Генерала Момота, 8 Індустріальний р-н                                                                     | 1942 р. ск. В. І. Агібалов 1966 р. | місцева                         |         |
|                          | Пам'ятник на честь 2000-ліття Різдва Христова | вул. Університетська, 8 На території Харківського Покровського монастиря. (Шевченківський р-н)                 | Ск. І. П. Ястребов, архіт. М. Т. Ятченко, 2001 р. | місцева                         |         |
|                          | Пам'ятник на честь 200-ліття Харківської єпархії | вул. Університетська, 8 На території Харківського Покровського монастиря. Шевченківський р-н                   | Архітектор М. Т. Ятченко, 2001 р. | місцева                         |         |
| 2501                     | Пам'ятник Григорію Сковороді | вул. Університетська, 10 Шевченківський р-н                                                                    | ск. Іван Кавалерідзе 1992 р. | місцева                         |         |
| 2010                     | Пам'ятник Миколі Островському | вул. Чернишевська, 15 Напроти бібліотеки ім. Островського. Київський р-н                                       | Ск. Дадашев Д., архіт. Новгородов В. Є. | місцева                         |         |
| 96                       | Пам'ятник Юрію Гагаріну, Герою Радянського Союзу | вул. Вадима Манька, 17 На території ХАІ Київський р-н                                                          | 1961 р. ск. А. Ф. Канаєв 1971 р. | місцева                         |         |